# Locminé
Locminé [lɔkmine] est une commune française située dans le département du Morbihan, en région Bretagne.

## Géographie

### Localisation

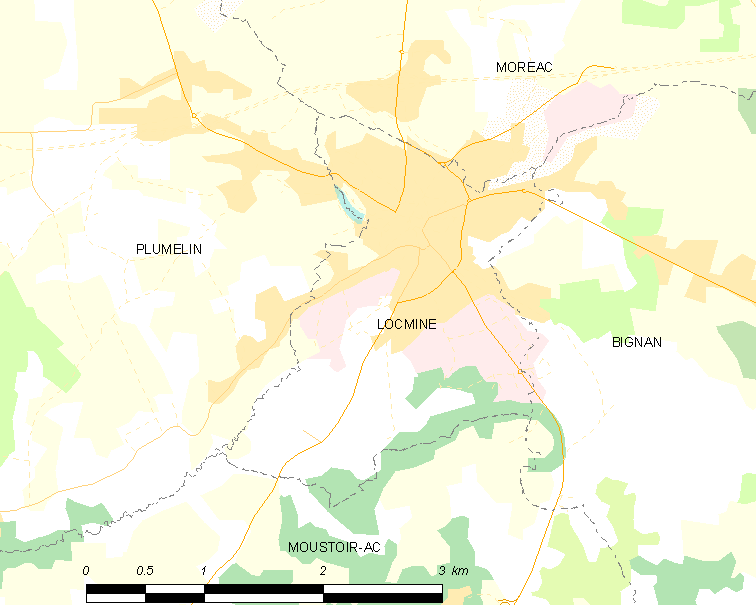
Carte de Locminé et des communes avoisinantes.

Locminé est situé dans le centre du Morbihan. La ville se trouve à vol d'oiseau à 22 km au sud de Pontivy, à 25 km au nord de Vannes et à 42 km au nord-est de Lorient.
| Plumelin             | Moréac      | Moréac             |
| Plumelin             | Locminé     | Bignan             |
| Moustoir-Ac/Plumelin | Moustoir-Ac | Moustoir-Ac/Bignan |

### Hydrographie
- Le Tarun est le cours d'eau principal qui traverse Locminé : c'est un affluent de rive gauche de l'Ével et un sous-affluent du Blavet ; il forme pour partie la limite sud-ouest de la commune de Locminé, qu'il sépare de Plumelin.
- L'ancien étang du Bois d'amour, lequel était à cheval sur les communes de Locminé et de Plumelin : un vaste chantier de renaturation entraînant la suppression de l'étang du Bois d'Amour a été entrepris en 2023, le barrage de retenue du plan d'eau étant désormais considéré comme obsolète et étant un obstacle à la circulation des poissons et des sédiments (l'étang était très envasé et la qualité de l'eau en baisse)[1] : l'abaissement de la digue et la vidange du plan d'eau ont été décidées afin que la nature reprenne ses droits ; la disparition de l'étang va rétablir le cours naturel du Signan (affluent de rive droite du Tarun et ancien émissaire de l'étang) et, lorsque la végétation aura repoussé, de nouveaux aménagements légers seront décidés (diguettes paysagères retenant de petites retenues d'eau successives pour ralentir le cours de l'eau, chemins piétonniers, pistes cyclables, etc[2].

- Le ruisseau du Mégouët est un affluent de rive gauche du Tarun, qui sert sur une bonne partie de son cours de limite communale avec Bignan et passe à l'Est de la ville de Locminé ; il reçoit, un peu avant sa confluence avec le Tarun, les eaux du modeste ruisseau de Saint-René.

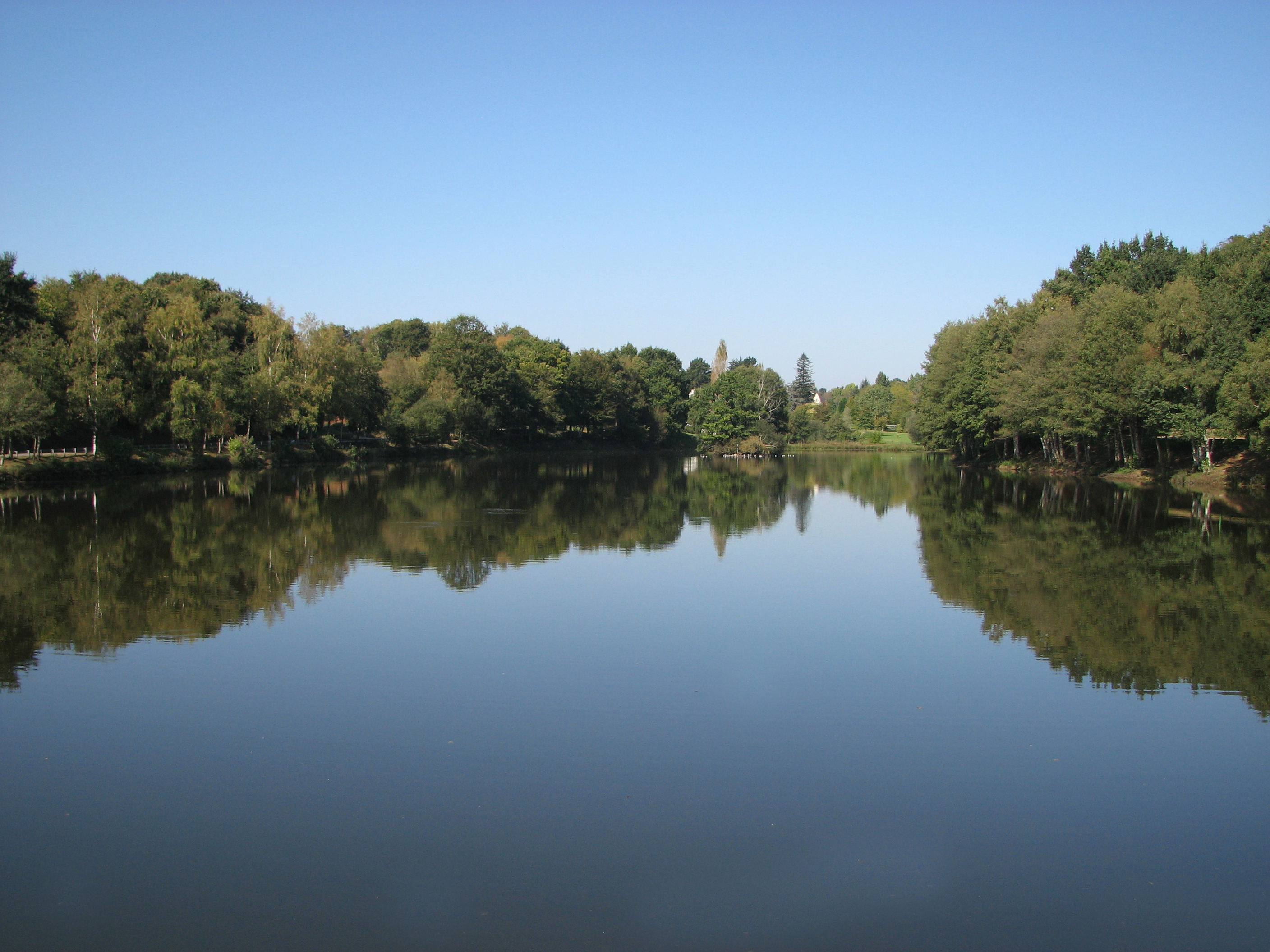
L'ancien étang du Bois d'amour.
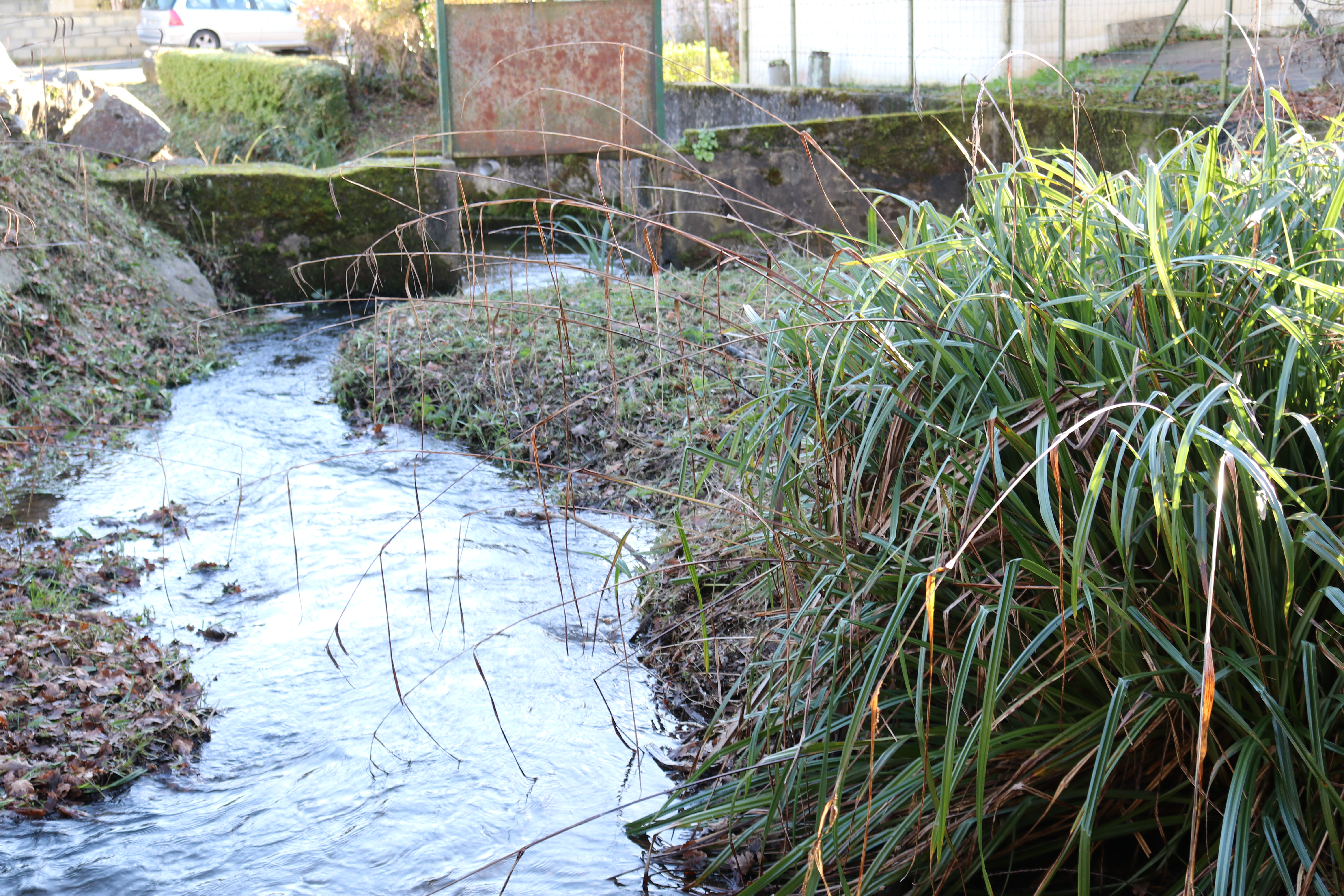
Le Signan, affluent du Tarun, à proximité de la rue Alain Lesage
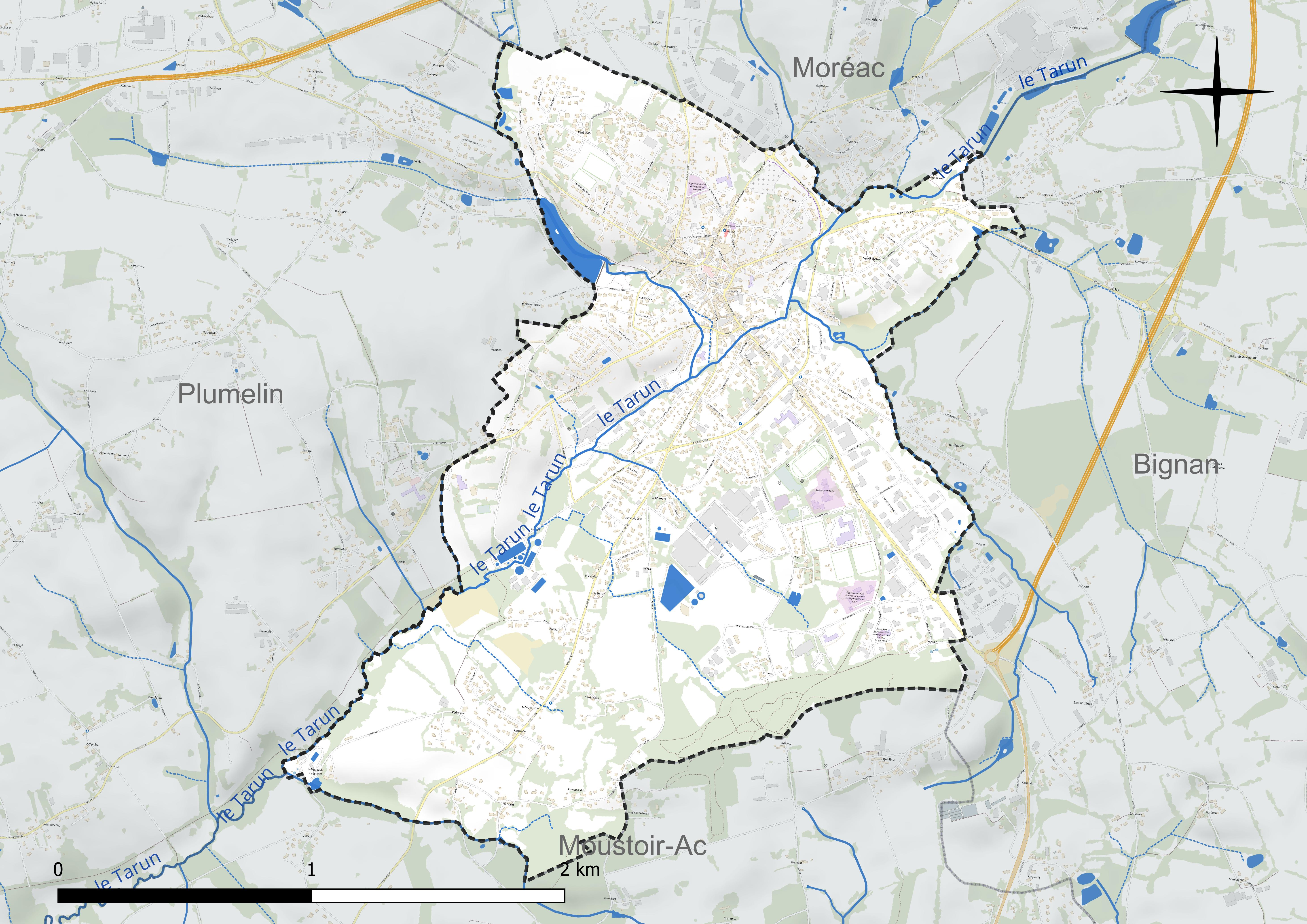
Réseau hydrographique de la commune

### Relief
De superficie modeste, la commune ne présente pas de reliefs très marqués : les points les plus élevés se situent à proximité de la limite sud et sud-est du finage communal (près de 140 mètres au sud du hameau de Tréhoret, 120 mètres entre le Parco et Kerjean), le point le plus bas se trouvant dans la vallée du Tarun à l'endroit où ce cours d'eau quitte la commune près du moulin de Kerlevinez (69 mètres d'altitude). La ville est à une altitude moyenne d'une centaine de mètres et l'ancien étang du Bois d'amour était à 94 mètres d'altitude.
| - Carte topographique de la commune de Locminé. |

### Climat
Pour des articles plus généraux, voir Climat de la Bretagne et Climat du Morbihan.
En 2010, le climat de la commune est de type climat océanique franc, selon une étude du CNRS s'appuyant sur une série de données couvrant la période 1971-2000. En 2020, Météo-France publie une typologie des climats de la France métropolitaine dans laquelle la commune est exposée à un climat océanique et est dans la région climatique Bretagne orientale et méridionale, Pays nantais, Vendée, caractérisée par une faible pluviométrie en été et une bonne insolation. Parallèlement l'observatoire de l'environnement en Bretagne publie en 2020 un zonage climatique de la région Bretagne, s'appuyant sur des données de Météo-France de 2009. La commune est, selon ce zonage, dans la zone « Intérieur », exposée à un climat médian, à dominante océanique.
Pour la période 1971-2000, la température annuelle moyenne est de 11,4 °C, avec une amplitude thermique annuelle de 12 °C. Le cumul annuel moyen de précipitations est de 955 mm, avec 13,9 jours de précipitations en janvier et 7,1 jours en juillet. Pour la période 1991-2020, la température moyenne annuelle observée sur la station météorologique la plus proche, située sur la commune de Moréac à 4 km à vol d'oiseau, est de 12,0 °C et le cumul annuel moyen de précipitations est de 1 043,7 mm,. Pour l'avenir, les paramètres climatiques de la commune estimés pour 2050 selon différents scénarios d'émission de gaz à effet de serre sont consultables sur un site dédié publié par Météo-France en novembre 2022.

## Urbanisme

### Typologie
Au 1er janvier 2024, Locminé est catégorisée petite ville, selon la nouvelle grille communale de densité à sept niveaux définie par l'Insee en 2022.
Elle appartient à l'unité urbaine de Locminé, une agglomération intra-départementale regroupant deux  communes, dont elle est ville-centre,,. Par ailleurs la commune fait partie de l'aire d'attraction de Locminé, dont elle est la commune-centre,. Cette aire, qui regroupe 2 communes, est catégorisée dans les aires de moins de 50 000 habitants,.

### Occupation des sols
L'occupation des sols de la commune, telle qu'elle ressort de la base de données européenne d’occupation biophysique des sols Corine Land Cover (CLC), est marquée par l'importance des territoires artificialisés (59,3 % en 2018), en augmentation par rapport à 1990 (48,2 %). La répartition détaillée en 2018 est la suivante :
zones urbanisées (41,1 %), zones industrielles ou commerciales et réseaux de communication (18,2 %), prairies (16,2 %), zones agricoles hétérogènes (12,4 %), forêts (8,8 %), terres arables (3,3 %). L'évolution de l’occupation des sols de la commune et de ses infrastructures peut être observée sur les différentes représentations cartographiques du territoire : la carte de Cassini (XVIIIe siècle), la carte d'état-major (1820-1866) et les cartes ou photos aériennes de l'IGN pour la période actuelle (1950 à aujourd'hui).

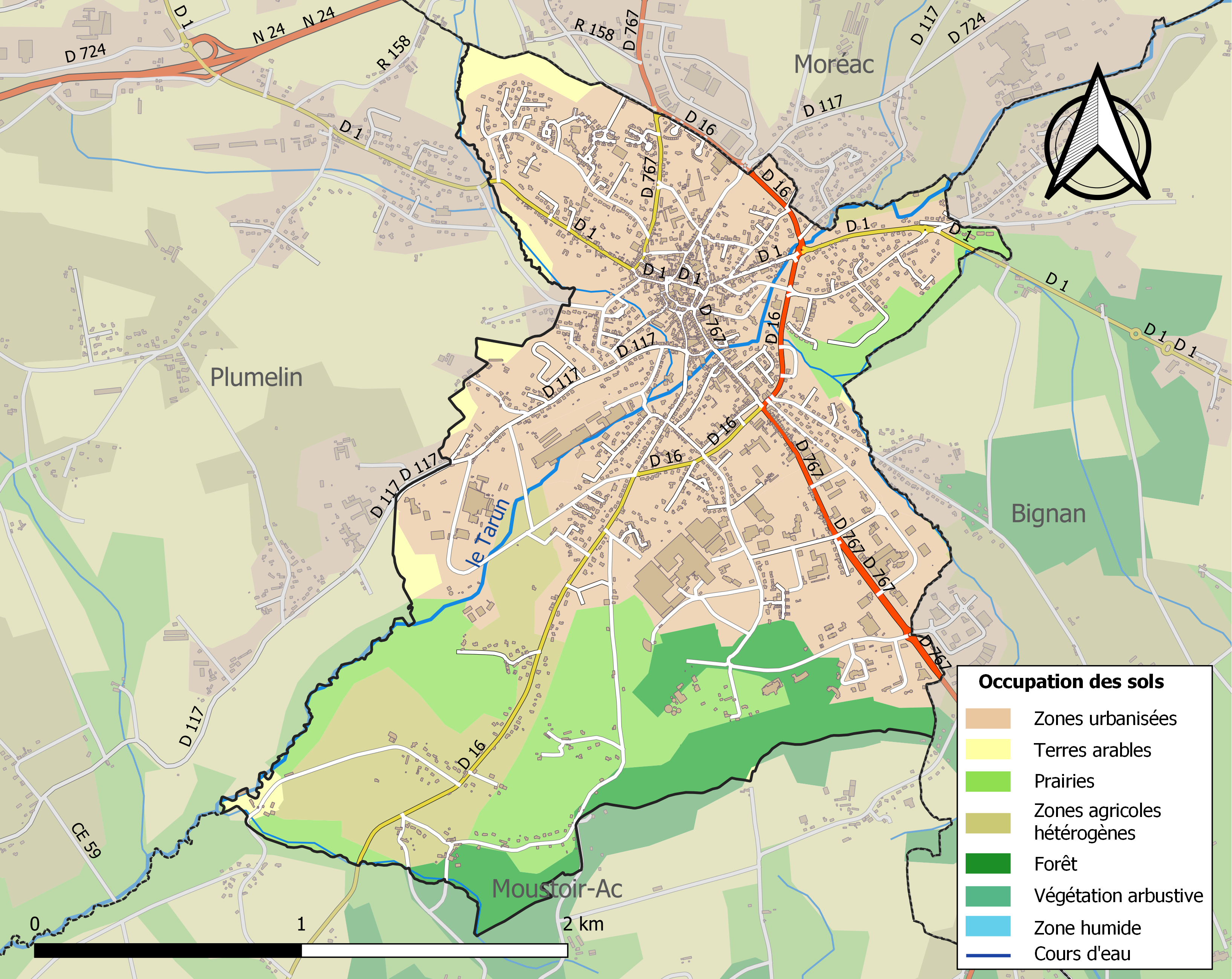
Carte des infrastructures et de l'occupation des sols de la commune en 2018 (CLC).

Le tiers sud du territoire communal a conservé son caractère rural, le reste de la commune étant majoritairement urbanisé ; toutefois la partie rurale connait une certaine rurbanisation linaire, principalement le long de la D 16.

## Toponymie
Attestée sous le nom Loc'h Menec'h en 1108. Dérive de Loc'h (oratoire, ermitage, lieu sanctifié) et Manac'h (moine), pluriel Menec'h (moines).
Ce toponyme signifie donc « Oratoire des moines ».
Locminé se dit Logunec'h en breton.
Le nom en gallo est Lominë prononcé [lɔminə].

## Histoire

### Blasonnement
|  | Les armoiries de Locminé se blasonnent ainsi : Parti, au premier d’azur à huit maillettes d’or posées deux, un, deux, un et deux ; au deuxième d’argent fretté d’azur et chargé d’un reliquaire d’or brochant ; au comble d’argent à sept mouchetures d’hermine de sable ; d’or en filière et brochant sur les partitions. |

### Moyen Âge
La paroisse de Locminé est issue d'un démembrement des deux paroisses de Moréac et Plumelin.
Vers le VIIe siècle, des disciples de saint Gildas fondent à l'extrémité de la paroisse, l’abbaye Saint-Sauveur de Moréac ou Moriac, d'où le toponyme (le Cartulaire de Redon cite (en latin) Cœnobium Moriacense, quod est Loch Meneck et, dans un autre passage, Monasterium Loc'h Menech, id est Locus Monacorum). À la suite des raids vikings (en 877 selon Dom Lobineau, en 888 selon Arthur de La Borderie), en 919 selon Joseph-Marie Le Mené), le monastère de Loc-Menec est détruit et les moines se réfugient à Déols dans le Berry où ils construisent un nouveau monastère. En 1006 le duc de Bretagne Geoffroy Ier demande à Gauzelin, abbé de Saint-Benoît-sur-Loire, des moines pour repeupler l'abbaye de Saint-Gildas de Rhuys, aussi ruinée ; parmi ces moines se trouvait un moine nommé Félix, lequel releva aussi le prieuré, dénommé alors prieuré de Moriac [Moréac], mais qui était au centre de la paroisse autonome de Locminé (progressivement séparée de celle de Moréac) ; ce prieuré Saint-Sauveur (dépendance de l'abbaye Saint-Gildas de Rhuys) ayant certainement joué un rôle déterminant dans la naissance du bourg dont le prieur est naturellement le chef spirituel et temporel (droit de haute, moyenne et basse justice sur son fief). Ce prieuré reconnaissait comme fondateur et dépendait de la barre de Pontivy, le prieur rendant aveu au vicomte de Rohan.
Locminé est cité pour la première fois comme localité en 1272 dans un acte d'achat par Alain VI de Rohan de rentes qui appartenaient jusque-là à Alain de Quenhoët. Selon un aveu de 1471, Locminé était, au sein de la Vicomté de Rohan, une des 46 paroisses ou trèves de la seigneurie proprement dite de Rohan.
L'importance du prieuré Saint-Sauveur décline au cours des siècles, au point qu'en 1701, ses bâtiments n'existent plus (on en voit seulement l'emplacement au sud de l'église Saint-Sauveur). Dès le XVe siècle des recteurs succèdent aux prieurs pour s'occuper de la paroisse, recevant pour leur entretien la portion congrue qui leur était consentie par les prieurs.
Moustoir-Radenac (Moustoir-Ac) n'était pas une trève mais une paroisse unie à celle de Locminé : le recteur des deux paroisses vivait à Locminé et était assisté d'un vicaire, mais Moustoir-Radenac disposait d'un curé résidant sur place.

#### Les seigneuries
Une butte féodale se trouvait au lieu-dit Quistinic ; ses vestiges ont été détruits au début du XIXe siècle.
Le château du Resto (situé en Moustoir-Ac), dont les seigneurs, alors la famille Philippe, disposaient des droits de moyenne et basse justice, était la plus importante seigneurie de la paroisse ; elle est citée dans les réformations de 1429 et 1513. Le mariage de Perronnelle Philippe avec François Grignart, seigneur de Champsavoy, fît passer en 1614 cette seigneurie, qui disposait du droit de prééminence, banc et enfeu dans l'église de Moustoir-Ac, dans les mains de cette famille ; en 1778 Joseph-Marie Grignart, seigneur de Champsavoy, capitaine de dragons, chevalier de l'Ordre de Saint-Louis, en était le possesseur.
Plusieurs juridictions seigneuriales, notamment celles de Trébimoël et de Moréac tenaient leurs audiences à Locminé où la prison existait depuis au moins le XVIIe siècle (vétuste, elle fut démolie en 1864) ; les piloris et les carcans se trouvaient dans la lande de Kérel à Moustoir-Radenac ; c'est pourquoi Locminé devint une ville de gens de justice (sénéchaux, procureurs, greffiers, etc..).
Locminé comptait aussi sept manoirs nobles, ne disposant pas de droit de justice, tous situés en zone rurale : Belvau, Kerivalain, Kerjean, Kerlevinez, Kerpondo, le Parco et Tréhoret.

### Temps modernes
Le roi de France François Ier, qui visitait alors la Bretagne, aurait fait étape, avec sa suite, à Locminé le 13 septembre 1518
.
Au XVIe siècle des tanneries existaient près du Tarun. En 1560 un moulin à tan appartient au prieur de Locminé au lieu-dit Kerpiège.
Entre octobre 1633 et janvier 1634 la peste sévit à Locminé, faisant environ 250 morts, soit le sixième de la population. De plus un incendie provoque la destruction de 44 maisons dans le bourg.
Une école de garçons est créée en 1760, à l'initiative de Charles de Bertin (évêque de Vannes) dans l'ancienne maison prieurale (le premier instituteur est Pierre Le Boucher, recteur de Locminé en 1763) et une école des filles en 1765, confiée aux Filles de la Sagesse.

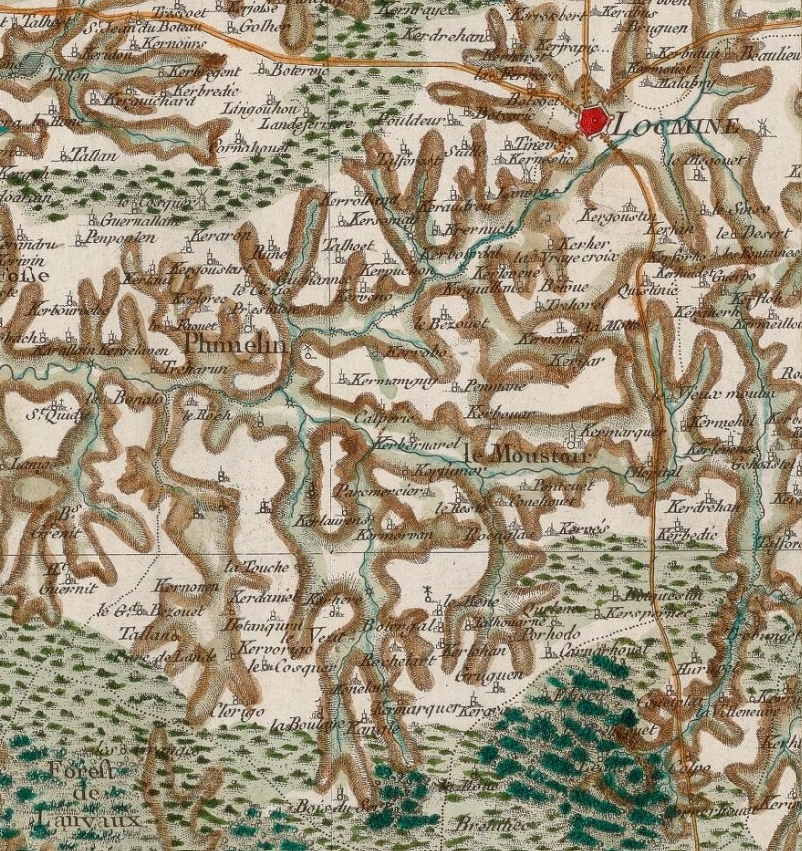
Carte de Cassini de Locminé, Moustoir (Moustoir-Ac) et Plumelin (1789).

Jean-Baptiste Ogée décrit ainsi Locminé en 1778 :

« Lominé [Locminé] ; gros bourg, dans un fond, sur la route de Vannes à Pontivi [Pontivy] ; à 5 lieues et demie au Nord-Nord-Ouest de Vannes, son évêché et sa subdélégation. (...) Cette paroisse, réunie à celle de Moustoir-Radenac, compte 2 400 communiants et ressortit à Ploërmel. Il s'y exerce deux hautes justices et une moyenne ; l'une des premières ressortit à la Duché-Pairie de Rohan, séant [siégeant] à Pontivi. Il s'y tient un marché le jeudi et plusieurs foires par an. Quatre grandes routes passent par Lominé, dont la cure est un prieuré dépendant de l'abbaye Saint-Gildas de Rhuis. M. Galian est le prieur actuel et, en même temps, le seigneur de la paroisse. (...) L'église de Lominé est dédiée à saint Colomban : elle est très belle. Il y a dans cette église une chapelle où l'on enchaîné les personnes attaquées de folies. On assure qu'elles guérissent ou qu'elles meurent dans l'espace de neuf jours. Ce territoire renferme des vallons dans lesquels sont de belles prairies, des terres assez bien cultivées, des landes fort étendues et un bois-taillis qui peut avoir une lieue de circuit. »

Locminé et Saint-Gildas-de-Rhuys auraient possédé avant 1789 une partie des reliques de saint Colomban ; selon Dom Plaine, il est même possible que ce soit saint Colomban qui ait fondé initialement le monastère à l'origine de Locminé.

### Révolution française
Lors de la Révolution française, « la paroisse de Locminé est […] érigée en une commune comptant 1666 habitants, et devient chef-lieu du canton de Locminé, qui dépend du district de Pontivy ».
Yves Elédouet, recteur de Locminé depuis 1771, refusa de prêter serment à la Constitution civile du clergé et devint donc prêtre réfractaire ; il redevint brièvement recteur de Locminé après le Concordat en 1802-1803.
Une compagnie chouanne de Moustoir-Ac, membre de l'Armée catholique et royale du Morbihan, commandée par Louis Jéso, cerne Locminé le 10 mars 1794 ; mais la commune est surtout le théâtre de deux batailles notables pendant la Chouannerie :
- Bataille de Locminé (1796) ;
- Bataille de Locminé (1799).

Julien Le Bècre, un prêtre réfractaire originaire de Locminé et exerçant son ministère à Pontivy, mais fut condamné à mort et exécuté le 22 mars 1796 à Vannes.Jean-Marie Le Dastumer, un autre prêtre réfractaire originaire de Locminé, se cacha souvent à Locminé chez la famille Richard pendant le Terreur et sous le Directoire, y exerçant plus ou moins clandestinement son ministère ; il fut assassiné par trois militaires du 2e bataillon de la 58e demi-brigade qui le rencontrèrent sur la route de Remungol le 25 février 1799. Sa mort provoqua à Locminé un deuil général et son inhumation le lendemain provoqua une grande manifestation ; une croix fut érigée à l'endroit où il avait été tué.
Le 2 juin 1801 le Journal des débats écrit que plusieurs individus à la solde de Georges Cadoudal, ont remis à la gendarmerie de Lominé [Locminé] « quarante-cinq fusils, des baïonnettes et des sabres de fabrique anglaise ». Le même journal écrit le 24 juin 1801 que « Guillemot a été manqué (...) par un détahement de gendarmes et grenadiers partis de Lominé ».

### LeXIXesiècle

#### Le premier tiers duXIXesiècle
En 1818 le général de Castellane a visité, dans une chapelle de l'église, une folle  enchaînée, et accroupie sur de la paille, attendant la fin de la huitaine [durée de 8 jours] réglementaire, pour obtenir sa guérison, de saint Colomban, patron de la paroisse.
Le 25 juillet 1831, une voiture militaire transportant 10 000 cartouches, escortée par 17 soldats du 46e de ligne, fut attaque par une bande de 80 à 100 Chouans [dans le contexte de la Chouannerie de 1832], tous assez jeunes, mais finalement mis en fuite par la riposte des soldats. On a trouvé dans un village voisin 7 ou 8 paysans qui jouaient aux boules, mais qui avaient encore la bouche noire de poudre, et les poches pleines de cartouches.
Début décembre 1831, le commissionnaire de Locminé et son fils furent attaqués par des "brigands" à une demi-lieue de Locminé, sur la, route de Pontivy ; bien que blessés, ainsi que leur cheval, ils purent quand même s'enfuir et se réfugier à Stival.
Hélène Jégado aurait empoisonné sept personnes dans trois maisons différentes le temps de son séjour à Locminé.

#### Locminé décrit vers le milieu duXIXesiècle
A. Marteville et P. Varin, continuateurs d'Ogée, décrivent ainsi Locminé en 1843 :

« Locminé (ville sous l'invocation de saint Coulm ou saint Colomban) : commune formée de l'ancienne paroisse de ce nom ; aujourd'hui cure de 2e classe ; bureau d'enregistrement ; chef-leu de perception, bureau de poste et relai ; brigade de gendarmerie à cheval ; brigade temporaire de gendarmerie à pied. (...) Principaux villages : Boisdavel, le Clandy, Kerher, Kerlevenez, Kerguillaume, Trécoret, Kermabaudrin, Belvan, Kerjean. Superficie totale : 481 hectares, dont (...) terres labourables 148 ha, prés et pâturages 179 ha, bois 3 ha, vergers et jardins 32 ha, landes et incultes 93 ha (...). Moulin de Kerlevenez, à tan, à eau. Les routes royales n° 24, dite de Rennes à Lorient, et n°167, dite de Vannes à Lannion, traversent Locminé ; on arrive donc dans cette ville par quatre directions principales. Il y a foire les premiers jeudis de janvier, février, mars et avril, la veille de l'Ascension, le premier jeudi de juin ; assemblée les 27,28,29 de ce mois ; foire les premiers jeudis de juillet, août, septembre, octobre, novembre et décembre. marché le jeudi. Géologie : schiste micacé, granite dans le sud ; minerai de fer. On parle généralement le français dans la ville et le breton dans la partie rurale. »

François-Marie Cayot-Délandre écrit en 1847 que dans la chapelle Saint-Colomban « les litanies du saint, imprimées en placard, sont placées près de l'autel qui lui est dédié, et que surmonte sa statue ; on y lit : Saint Colomban, patron de Locminé, priez pour nous ! ». Puis peu après : Saint Colomban, secours des imbéciles, priez pour nous ! ». Le rapprochement de ces deux invocations a donné lieu, comme on peut le croire, à plus d'une plaisanterie.

#### Le passage deNapoléon IIIet de l'impératrice

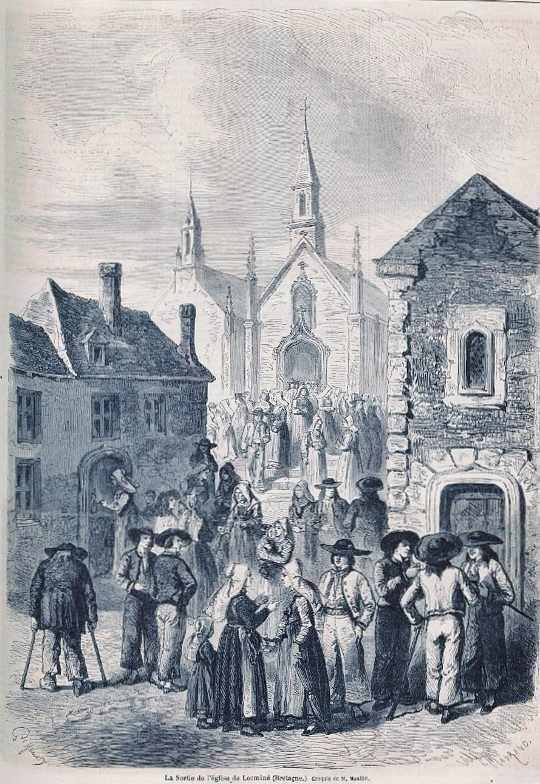
"La sortie de l'église de Locminé (Bretagne)", dessin de M. Moullin publié dans Le Monde illustré du 16 août 1862.

Le 16 août 1858, après avoir déjeuné chez la princesse Bachiocchi à Colpo et être passés par Bignan, le cortège impérial atteint Locminé en passant sous un arc de triomphe qui portait l'inscription : « Vive le Sauveur de la France ! ». La population fait la haie, y compris celle des communes environnantes comme Plumelin, Campénéac, Saint-Malo-de-Beignon, Trehorenteuc. L'Empereur reçoit les félicitations de la municipalité et les compliments du clergé ; puis le cortège repart en direction de Napoléonville.

#### La fin duXIXesiècle
Maxime Vauvert décrit ainsi le dessin de M. Moullin "La sortie de l'église de Locminé" publié en 1862 : « Tout le monde est endimanché, et c'est là que les derniers costumes de France se sont réfugiés ; les jupons rouges, les coiffes blanches, les parasols verts éclatent au soleil. Les croix d'or brillent sur les gorgerettes brodées. La Bretagne tout entière est là dans ce petit coin du Finistère [sic]. Les hommes vont aller s'installer dans les cabarets et les femmes iront danser à l'assemblée au son du biniou ».
Une épidémie de variole provoqua 12 décès en 1870 et 48 (dont 41 enfants) en 1871 à Locminé, le nombre total des malades étant estimé à 20 en 1870 et 200 en 187.
En 1873 1 099 habitants des communes de Guidel, Plumelec, Saint-Servan, Cruguel, Plumelin, Locminé, Guéhenno, Moréac, Carentoir et Guénin demandent, dans une pétition déposée à l'Assemblée nationale « le rétablissement, dans le plus bref délai, de la royauté en la personne de Henri V, héritier légitime de la couronne de France ».
En 1885 un rapport du Préfet du Morbihan décrit le projet de la future ligne ferroviaire allant de Vannes à Pontivy via Locminé, mais c'est finalement une ligne allant d'Auray à Pontivy qui fut préférée et la ligne à voie métrique reliant Vannes à Ploërmel via Locminé ne fut mise en service qu'en 1902.
En juin 1894 l'interdiction de la procession religieuse de la Fête-Dieu par le maire, René Chatelier, provoqua de vives réactions sur place (le maire fut aussi désavoué par le sous-préfet de Pontivy) et fut évoquée dans la presse nationale.

### LeXXesiècle

#### La Belle Époque

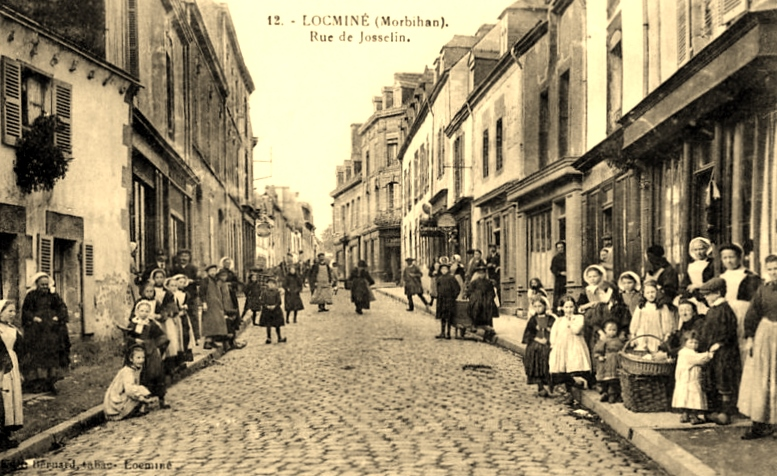
Locminé : la rue de Josselin au début du XXe siècle (carte postale).

La compagnie des chemins de fer du Morbihan développe le rail qui joue de 1902 à 1947 un rôle décisif à Locminé qui compte alors une centaine de bars, restaurants et cafés, sa gare étant le plus grand carrefour ferroviaire des lignes à voie étroite de la Compagnie des chemins de fer du Morbihan, avec des lignes en direction de Vannes vers le sud, de Baud vers l'ouest, de Pontivy vers le nord et de Ploërmel vers l'est.
Le 30 novembre 1902 plusieurs maires de la région, dont Placide Kerrand, maire de Locminé, réunis à Pontivy, signent un texte dans lequel ils refusent de surveiller si les prêtres de leur paroisse utilisent la langue française, et non la langue bretonne, lors des leçons de catéchisme et des instructions religieuses.
En 1904 le conseil municipal nouvellement élu décida, à l'initiative du maire, Placide Kerrand, de mettre un crucifix (des crucifix avaient dû être enlevés de l'école et du prétoire pour respecter la loi) à la place d'honneur dans la salle des délibérations du Conseil municipal.
En octobre 1910, un double mariage fut célébré à Locminé ; 1 460 convives assistèrent au repas ; 17 barriques de cidre furent vidées et il fallut tuer plusieurs bœufs et génisses pour nourrir les invités.

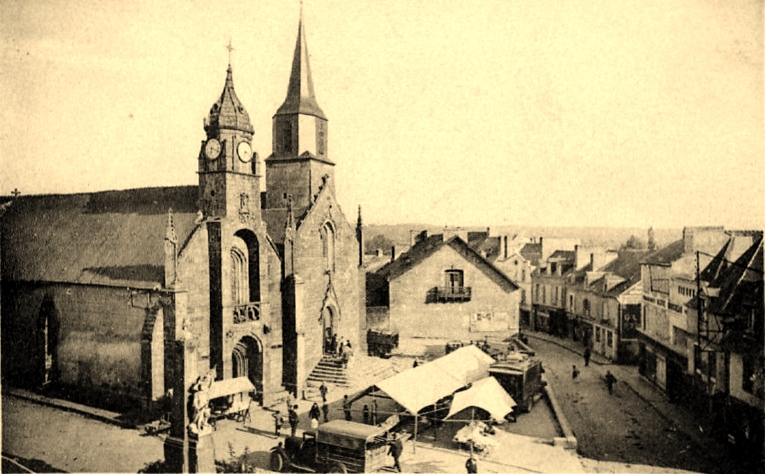
Locminé : la place Saint-Sauveur vers 1910 avec l'église Saint-Sauveur et la chapelle Saint-Colomban (carte postale).
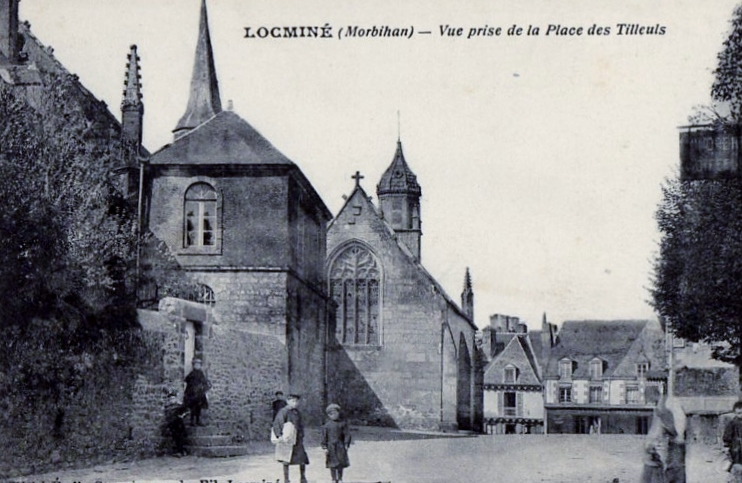
L'église Saint-Sauveur et la chapelle Saint-Colomban vues de la place des Tilleuls (carte postale Émile Gervais, vers 1910).
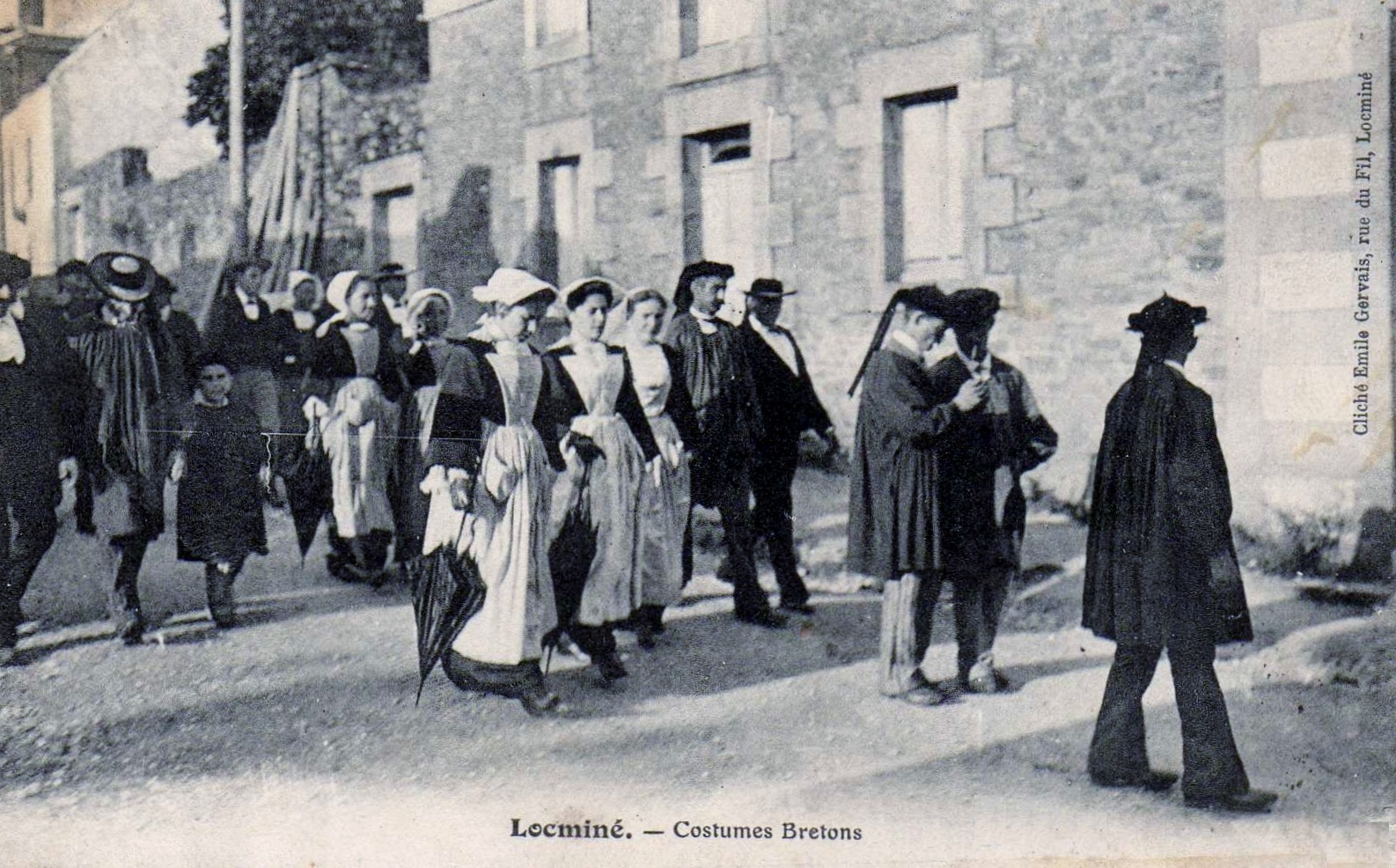
Locminé : personnes en costume breton vers 1910 (carte postale Émile Gervais).
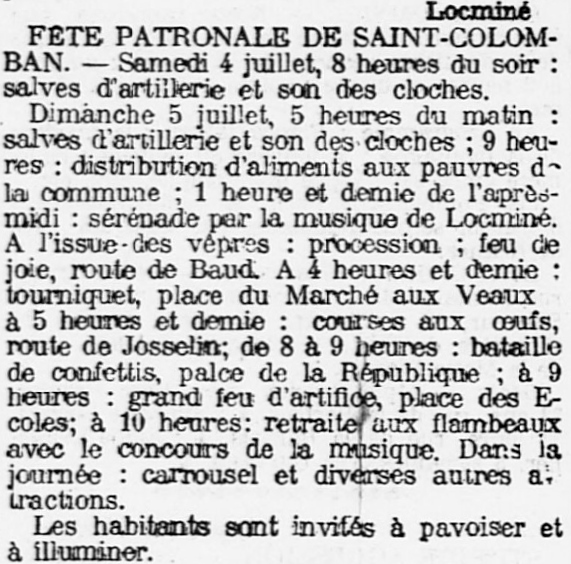
le programme de la fête patronale de Saint-Colomban du 4 juillet 1908 (journal L'Ouest-Éclair).

#### La Première Guerre mondiale

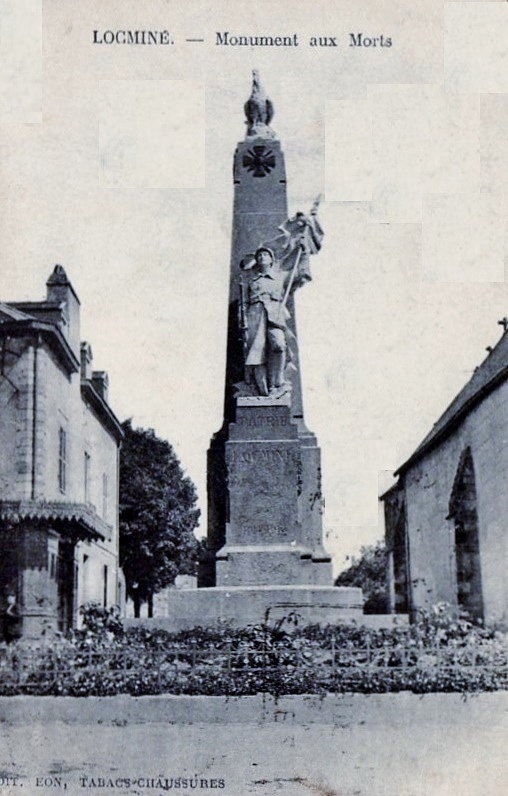
Le monument aux morts de Locminé vers 1925 (carte postale Eon).

Le monument aux morts de Locminé porte les noms de 115 soldats morts pour la France pendant la Première Guerre mondiale ; parmi eux 3 au moins (Mathurin Botuha, Cyr Caradec et Pierre Guyot) sont morts en Belgique dès 1914 ; Alphonse Lohézic, qui était en captivité en Allemagne est mort de maladie le 6 novembre 1918 ; Joseph Le Cam est mort de maladie à Salonique (Grèce) le 8 novembre 1918, soit trois jours avant l'armistice et Joseph Buisson, marsouin de l'Armée française d'Orient, lui aussi est mort de maladie en Serbie le 10 novembre 1918, soit la veille de l'armistice; la plupart des autres sont morts sur le sol français (dont Louis Fablet, tué à l'ennemi le 26 juillet 1917 à Paissy (Aisne), décoré de la Médaille militaire et de la Croix de guerre.
Joseph Mabon, soldat du 176e régiment d'infanterie, a été tué à l'ennemi dans le cadre de l'intervention alliée pendant la guerre civile russe le 7 mars 1919 à Kherson (Ukraine) ; il est comptabilisé dans les morts de la Première Guerre mondiale.

#### L'Entre-deux-guerres
Le 26 avril 1920 le conseil municipal de Locminé conclut un marché de 22 500 francs avec M. Gourdon, propriétaire des Marbreries Générales, une entreprise de Paris, pour la consruction du monument aux morts ; la commune dispose de 5 000 francs et emprunte 10 000 francs en ars 1921, le reste du financement provenant de subventions et souscriptions diverses ; le monument est inauguré le 4 décembre 1921 ; il porte l'inscription : « Locminé. À ses héroïques enfants morts pour la France 1914 - 1918 ».
Des mines de fer à ciel ouvert ont été exploitées au lieu-dit "La Pompe".

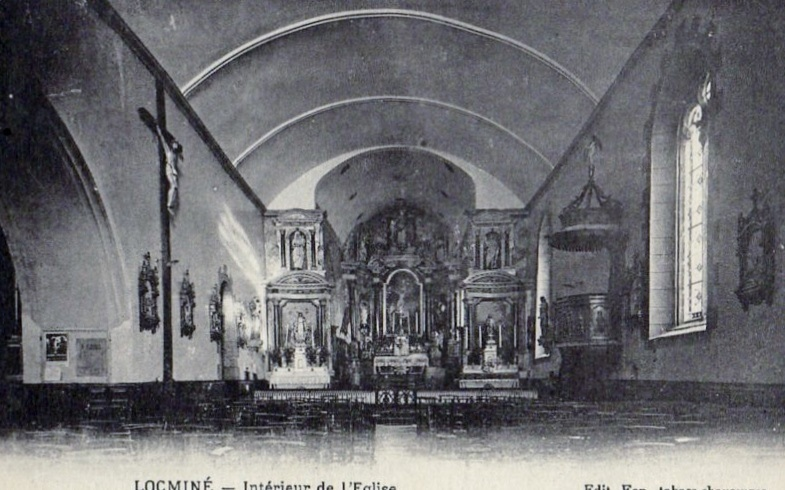
Vue intérieure de l'église Saint-Sauveur vers 1925 (carte postale Eon).
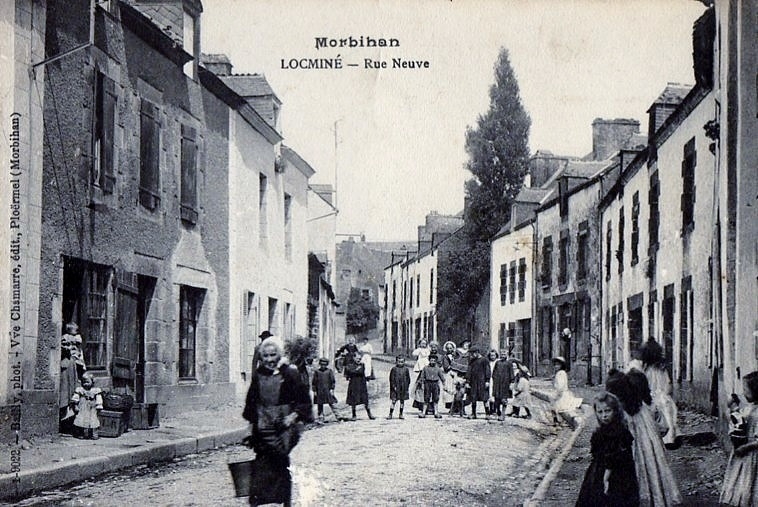
Locminé : la rue Neuve vers 1925 (carte postale Bailly).
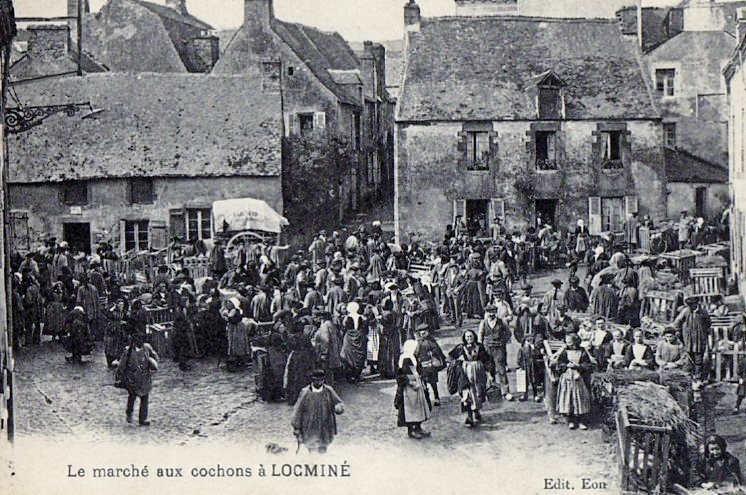
Locminé : le marché aux cochons de la rue Neuve vers 1925 (carte postale Eon).
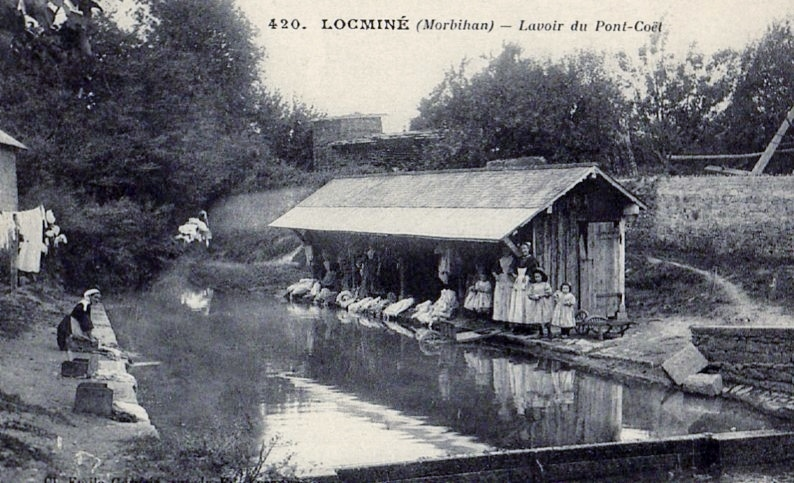
Locminé : le lavoir du Pont-Coët vers 1925 (carte postale).
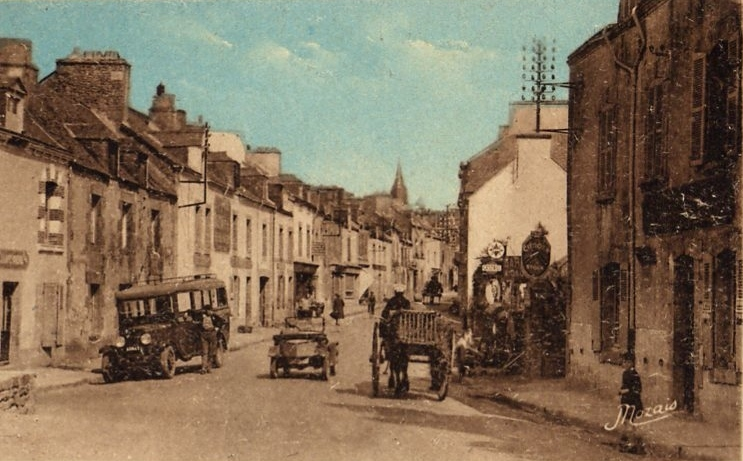
La rue du Pont vers 1925 (carte postale Joseph Nozais).
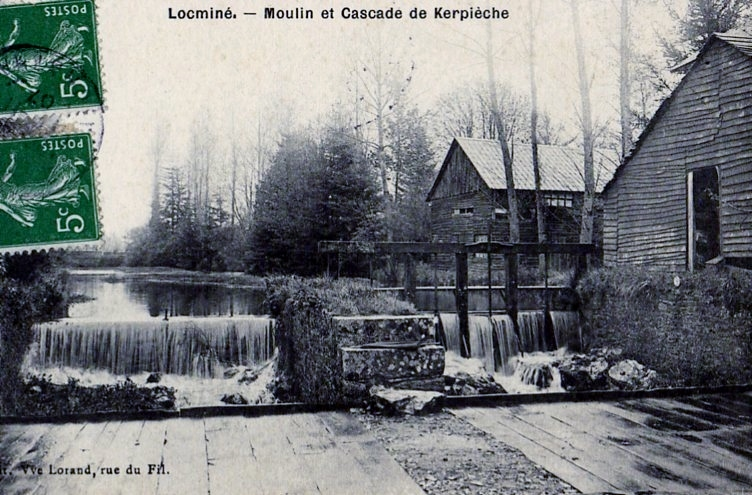
La cascade et le moulin de Kerpièche vers 1930 (carte postale Veuve Lorand).

Une collision entre deux trains fit un mort et plusieurs blessés près de Locminé le 20 octobre 1920. Le déclin de la fréquentation en raison de la concurrence des autocars et un grave accident ferroviaire survenu à Radenac incite le Conseil général du Morbihan à supprimer en 1939 l'exploitation des lignes ferroviaires passant par Locminé ; la guerre donne un sursis aux lignes qui ferment en 1947.

#### La Seconde Guerre mondiale
Le monument aux morts de Locminé porte les noms de 37 personnes mortes pour la France pendant la Seconde Guerre mondiale.
1 193 résistants, selon un décompte fait par l'abbé Raoul qui avait quotidiennement accès aux prisonniers, ont été détenus et torturés dans les sous-sols de l'école des filles de Locminé où se trouvait une antenne de la Gestapo à partir du mois d'avril 1944 ; beaucoup furent fusillés à Port-Louis, Penthièvre, Colpo (où se trouve la stèle de Botsegalo, érigée en mémoire de 33 résistants fusillés par les nazis à cet endroit entre le 18 et le 22 juillet 1944 après avoir été torturés à Locminé, y compris par des miliciens et des membres du Bezen Perrot, aux ordres de Célestin Lainé), Saint-Jean-Brévelay, Plumelin, etc.
Les troupes américaines avançaient rapidement, l'occupant ne tenait pas à ce qu'elles trouvent les prisons pleines. Ce jour-là [12 juillet 1944] le chef de la Gestapo de la garnison vint trouver le colonel Reese, dont le P.C. était installé à Arradon et lui demanda de fusiller un groupe de 50 français qui se trouvaient détenus à la prison de Vannes. Ils étaient pour la plupart originaires de Locminé. « Sans discuter, et en y mettant même un certain empressement le colonel accepta et me donna l'ordre de faire exécuter la sentence. Je tentais de me débarrasser de cette corvée en arguant qu'il nous serait difficile de faire creuser une fosse dans ce terrain rocheux ». Les détenus furent conduits au fort de Penthièvre et emmenés deux par deux devant le peloton d'exécution composé de soldats de l'armée Vlassov commandés par le lieutenant Wassilenko, un Géorgien, un ivrogne à demi-fou, placé sous les ordres du lieutenant Sülling, commandant du fort. Les morts et les agonisants furent ensuite jetés dans un étroit boyau au pied des douves qui fut muré afin d'effacer toute trace du forfait.

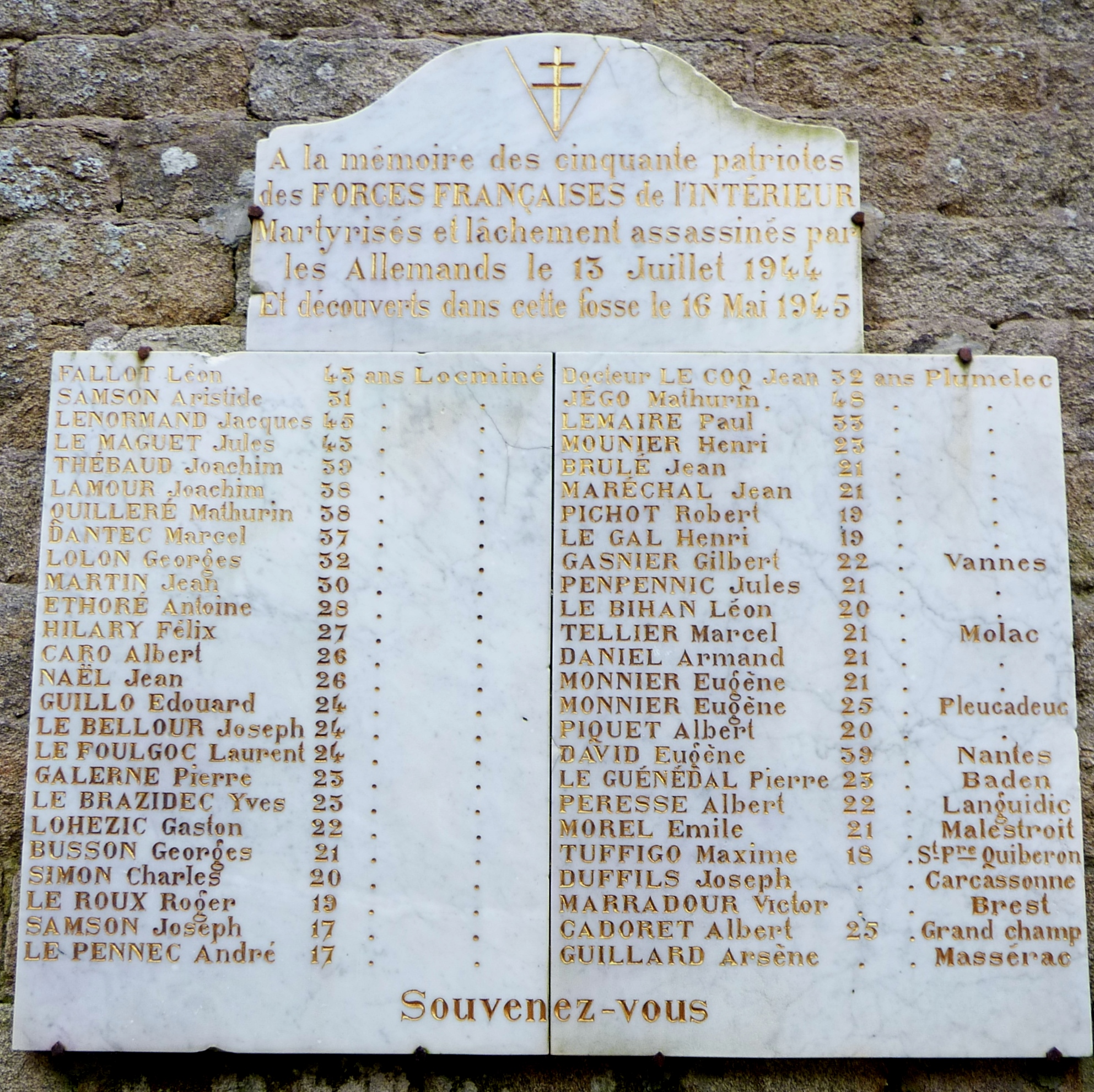
25 des 50 résistants exécutés par les Allemands le 13 juillet 1944 au fort de Penthièvre étaient de Locminé.

Julien Guidard (pseudonyme "Alexandre"), capitaine FTPF, capturé le 14 juillet 1944 lors du combat de Kervernen en Pluméliau, fît partie des résistants détenus â l'école de Locminé et mort après avoir été atrocement torturé. Une plaque rappelle son souvenir au pied du menhir de la Résistance dans le bourg de Locminé.
L'occupant allemand quitte Locminé le 4 août 1944 et l'état major de la 4e division FTPF, qui était à Porh-le-Gal en Moréac, s'installe dans la ville. Son chef, Bernard Krouchtein, alias Dranber, parachutiste SAS, ordonne à Alfred Desgardin, maire nommé par le régime de Vichy, de « rester chez lui ».
Un monument commémoratif situé dans le cimetière de Locminé rappelle la mémoire des 32 résistants originaires de la commune morts pour la France dont 23 font partie des résistants fusillés au fort de Penthièvre ; les autres sont morts en déportation à Melk (Autriche) pour trois (Henri Ehore, Paul Conan et Jean Séveno) d'entre eux en décembre 1944 ; Auguste Nicolas est mort après avoir été torturé le 18 juillet 1944 à Réguiny, ainsi que Jean Rabi le 6 juillet 1944 à Plumelin ; Jean Martin, déporté au camp de concentration de Dachau est mort après sa libération de ce camp dans le naufrage le 3 mai 1945 du paquebot Cap Arcona  qui l'emmenait vers la Suède ; Annick Pizigot, déportée à Ravensbrück, puis Mauthausen, est morte des suites de sa déportation le 26 septembre 1945 à Saint-Gall (Suisse). Le dimanche 3 juin 1945 une foule estimée à 8 000 personnes participe à une cérémonie commémorative en l'honneur des résistants à Locminé.

#### L'après Seconde Guerre mondiale
La fabrication de sabots était une tradition de Locminé : au début de la décennie 1950 il subsistait encore 6 sabotiers dans la commune.
Jean Gironnet est mort pour la France en 1949 dans des circonstances qui sont à préciser. Deux soldats (Robert Le Toux et André Le Turnier) originaires de Locminé sont morts pour la France pendant la Guerre d'Algérie.
Le général de Gaulle a visité Locminé à deux reprises : en juillet 1947 (pour rendre hommage aux résistants torturés et tués à Locminé) et en septembre 1960, alors que l'abbé Hervé Laudrin était député-maire de Locminé.
Le journal L'Humanité écrit le 22 juillet 1950 que  « les camarades [membres du parti communiste] de Locminé (...) considéraient leur petite localité "comme la plus réactionnaire, où la situation est comme nulle part ailleurs" ».

### LeXXIesiècle

#### La déviation routière de Locminé
La déviation routière de Locminé, à deux fois deux voies, a ouvert le 11 juillet 2023 : ce nouvel axe routier, long de 12 km (une déviation de la D 767, ancienne RN 167) permet aux automobilistes 13 000 véhicules par jour dont 8% de poids lourds) de contourner la ville par l'Est.

#### Un regain de dynamisme
Entre 2017 et 2023 Locminé a gagné 467 habitants en 6 ans. Les nouveaux venus viennent des communes avoisinantes, mais aussi parfois de grandes agglomérations comme Lorient, Vannes ou Rennes en raison du moindre coût de l'immobilier, de sa situation centrale au sein du département, au carrefour des axes Rennes-Lorient et Vannes-Pontivy et du dynamisme des industries agroalimentaires dans les alentours.

### Tendances politiques et résultats

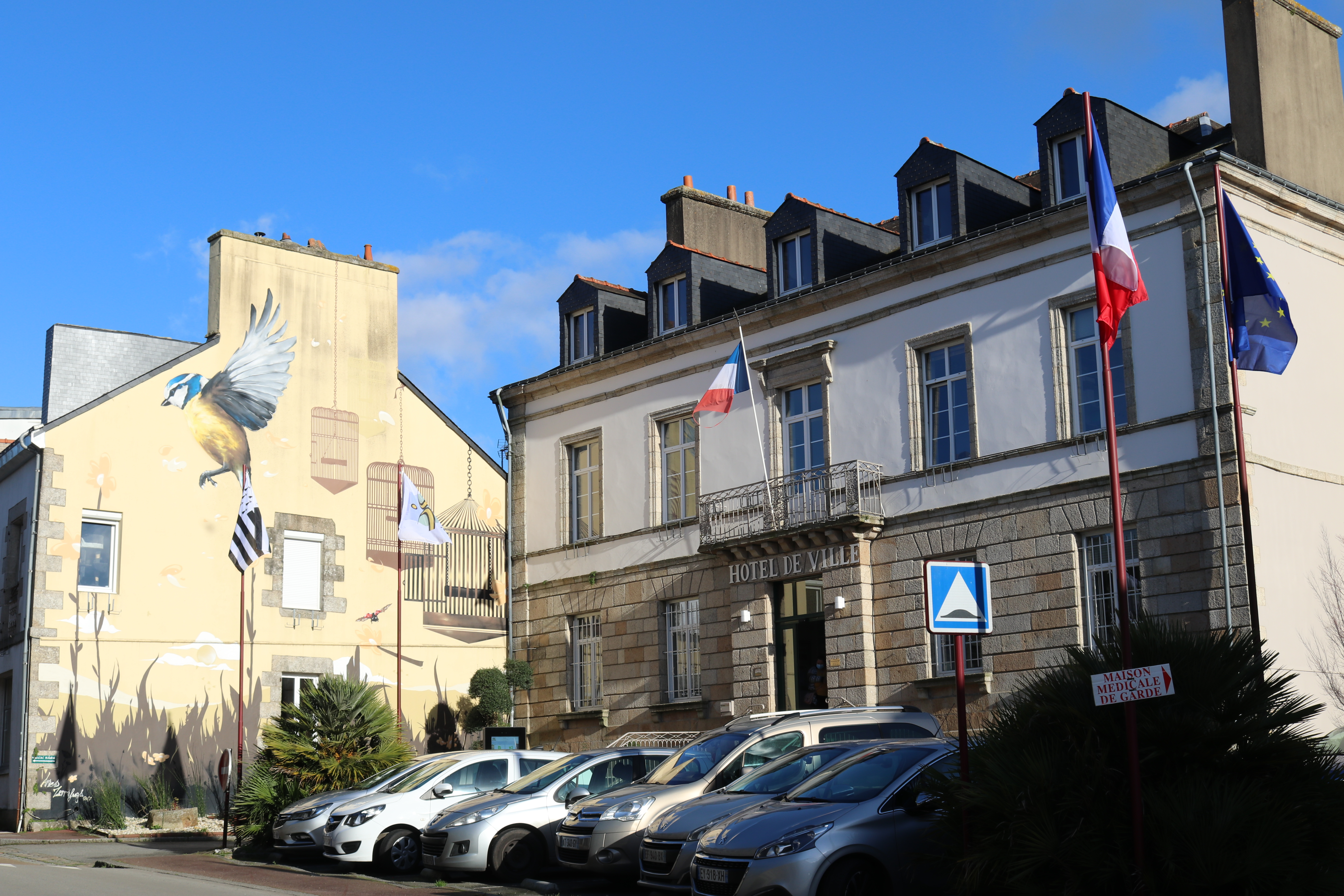
La mairie de Locminé.

## Politique et administration

### Jumelages
- Medebach (Allemagne) depuis 1992.
- Pontardawe (Pays de Galles).

## Démographie
L'évolution du nombre d'habitants est connue à travers les recensements de la population effectués dans la commune depuis 1793. Pour les communes de moins de 10 000 habitants, une enquête de recensement portant sur toute la population est réalisée tous les cinq ans, les populations de référence des années intermédiaires étant quant à elles estimées par interpolation ou extrapolation. Pour la commune, le premier recensement exhaustif entrant dans le cadre du nouveau dispositif a été réalisé en 2008.

En 2022, la commune comptait 4 708 habitants, en évolution de +11,38 % par rapport à 2016 (Morbihan : +3,82 %, France hors Mayotte : +2,11 %).
| 1793  | 1800  | 1806  | 1821  | 1831  | 1836  | 1841  | 1846  | 1851  |
| ----- | ----- | ----- | ----- | ----- | ----- | ----- | ----- | ----- |
| 1 685 | 1 440 | 1 657 | 1 491 | 1 579 | 1 761 | 1 858 | 1 840 | 1 816 |

| 1856  | 1861  | 1866  | 1872  | 1876  | 1881  | 1886  | 1891  | 1896  |
| ----- | ----- | ----- | ----- | ----- | ----- | ----- | ----- | ----- |
| 1 775 | 2 486 | 1 871 | 1 710 | 1 811 | 1 941 | 2 031 | 2 051 | 2 073 |

| 1901  | 1906  | 1911  | 1921  | 1926  | 1931  | 1936  | 1946  | 1954  |
| ----- | ----- | ----- | ----- | ----- | ----- | ----- | ----- | ----- |
| 2 066 | 2 327 | 2 351 | 2 230 | 2 340 | 2 430 | 2 408 | 2 698 | 2 236 |

| 1962  | 1968  | 1975  | 1982  | 1990  | 1999  | 2006  | 2008  | 2013  |
| ----- | ----- | ----- | ----- | ----- | ----- | ----- | ----- | ----- |
| 2 442 | 2 675 | 3 396 | 3 424 | 3 346 | 3 430 | 3 922 | 4 034 | 4 116 |

| 2018  | 2022  | - | - | - | - | - | - | - |
| ----- | ----- | - | - | - | - | - | - | - |
| 4 437 | 4 708 | - | - | - | - | - | - | - |

## Économie

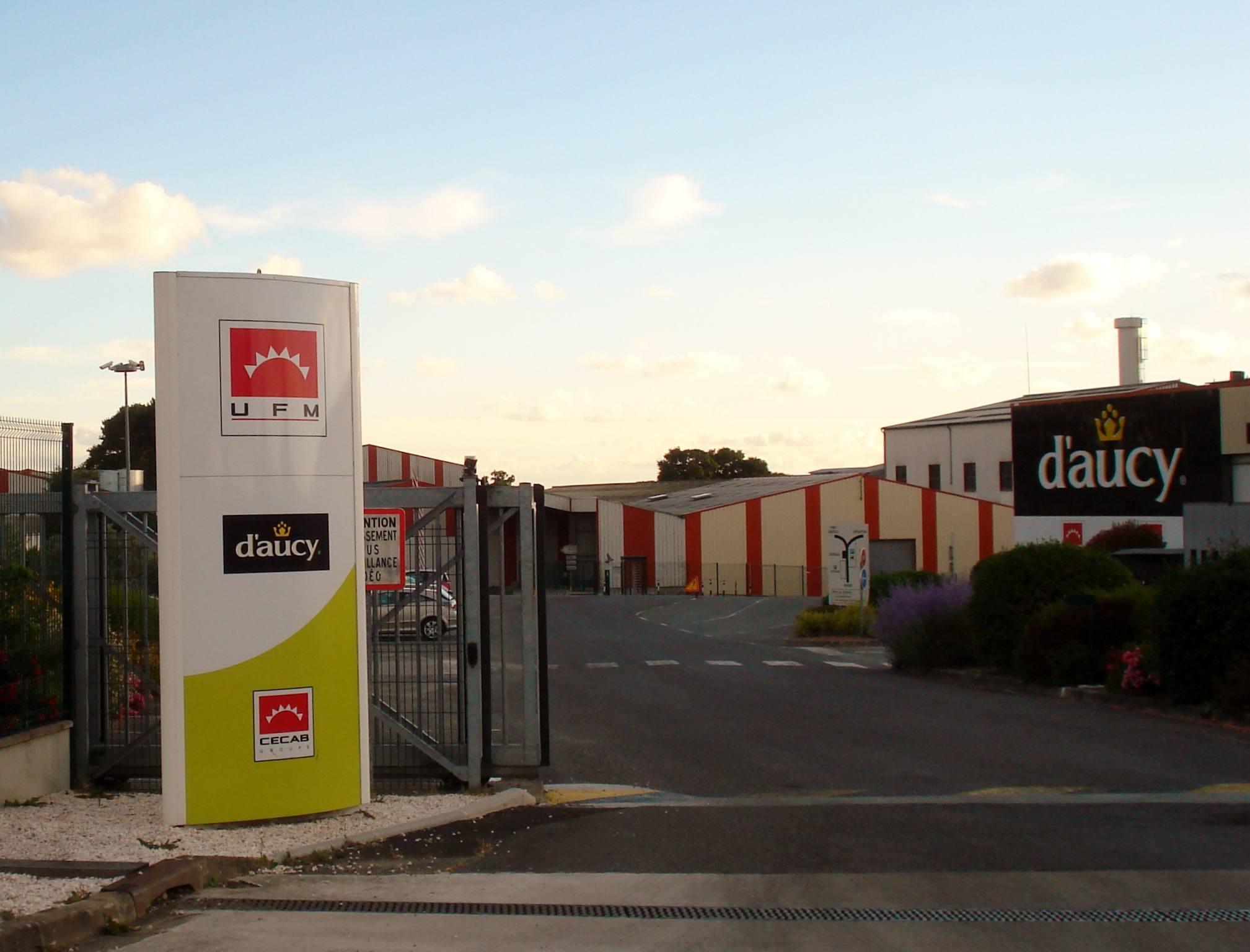
L'entrée de l'usine de conserves du Groupe D'Aucy.

L'économie de la commune s'appuie principalement sur l'industrie agroalimentaire. L'Union Fermière Morbihannaise, propriétaire de la marque D'Aucy, y est établie, ainsi que les biscuiteries Le Ster et Gaillard.
En mai 2017, la société d'économie mixte (SEM) Liger (Locminé innovation et gestion des énergies renouvelables) inaugure la première unité de méthanisation injectant du biométhane dans le réseau de gaz naturel du département, alimentée par des déchets agricoles, des collectivités et des industries agroalimentaires. Elle fournit notamment 280 000 kg de bioGNV par an aux véhicules lourds et légers. Mais un rapport accablant de la Chambre régionale des comptes accable en 2024 divers responsables, dont le maire de Locminé, pour avoir progressivement cédé à l'entreprise Jean Floc'h (fondée par Jean Floc'h) la gestion et le contrôle de Liger, qui était initialement une entreprise publique.

## Enseignement
Locminé possède deux écoles publiques : l'école publique mixte et l'école Annick-Pisigot, ainsi qu'une école privée, l'école Notre-Dame du Plasker.

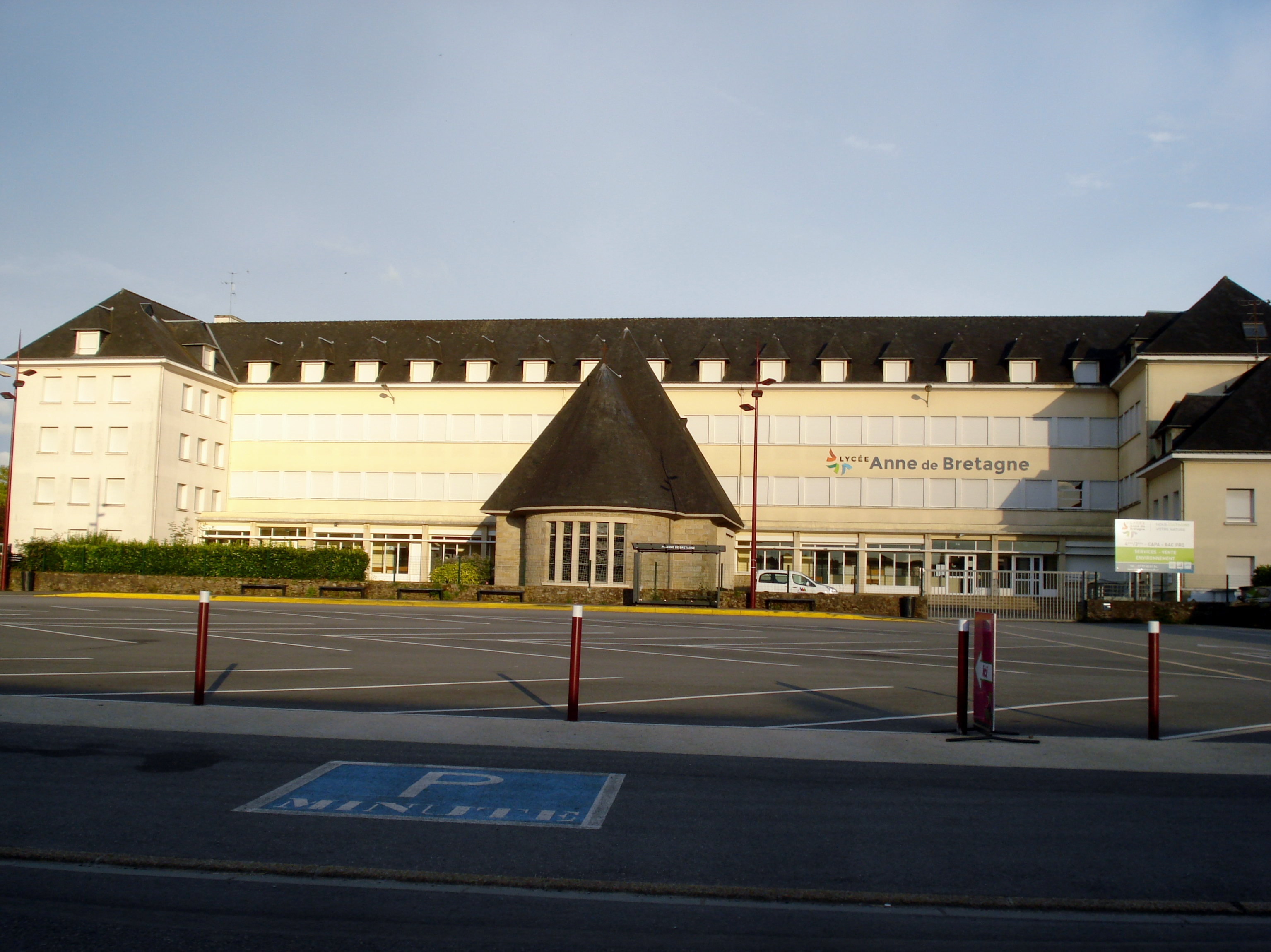
Le lycée privé Anne de Bretagne à Locminé.

La ville dispose de deux collèges : le collège public Jean Moulin et le collège privé Jean-Pierre Calloc'h.
Locminé possède un lycée privé : le lycée Anne de Bretagne et un lycée professionnel public, le lycée Louis Armand.

## Langue bretonne
À la rentrée 2017, 152 élèves étaient scolarisés dans les filières bilingues publiques et catholiques.

## Patrimoine

### Musical
Le patrimoine musical de Locminé est riche :
- la commune de Locminé possède son bagad : la Kevrenn Bro Logunec'h, qui a fêté ses dix ans en 2009 ;

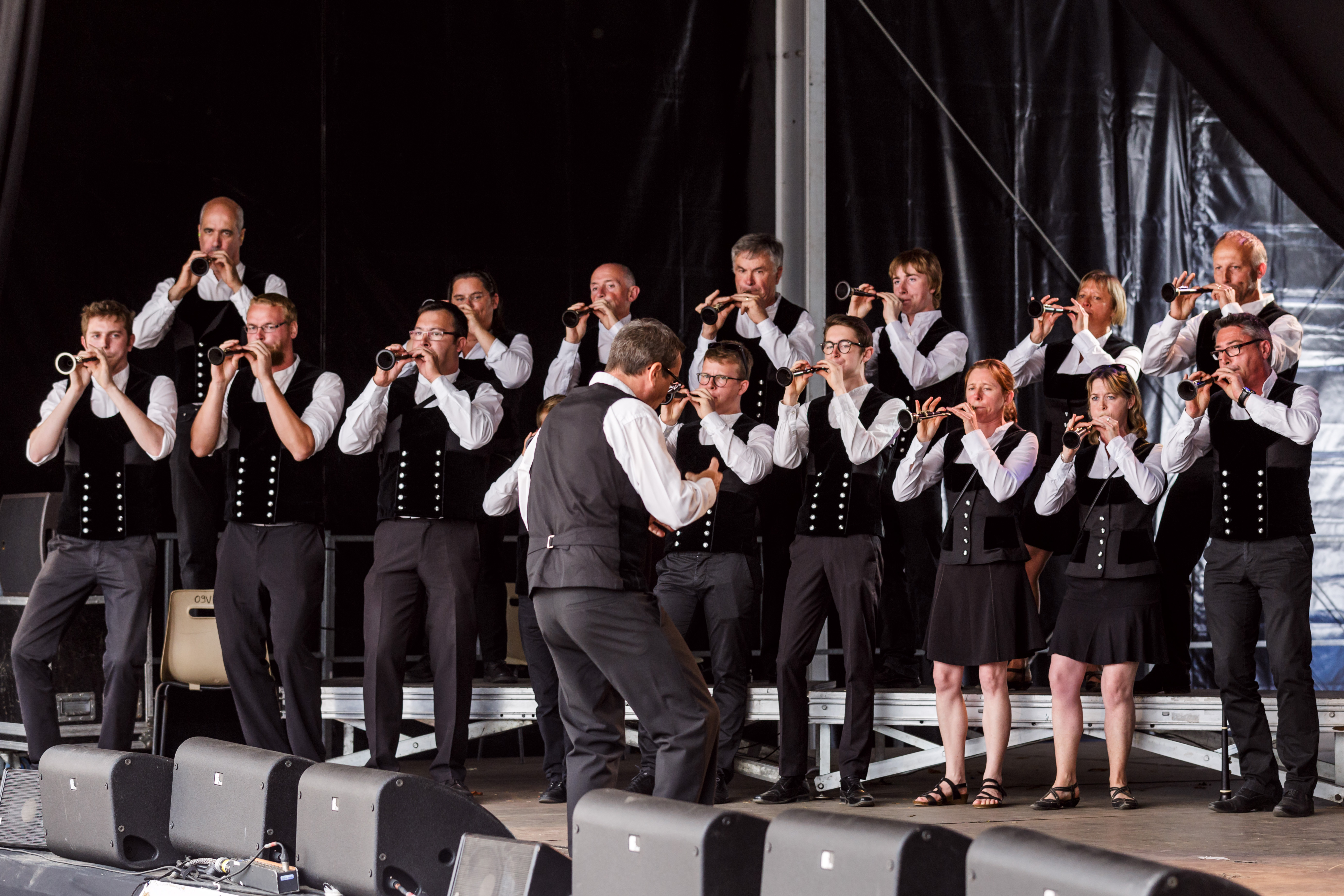
La Kevrenn Bro Logunec'h lors du Championnat national des bagadoù de 3e catégorie au Festival de Cornouaille à Quimper le 23 juillet 2016.
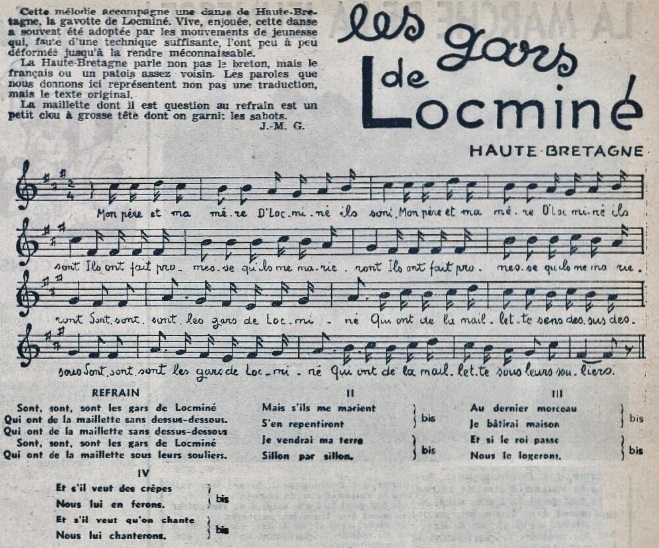
La gavotte  de Locminé ("Les gars de Locminé") : texte et partition.

- Locminé est le pays de la « maillette » (une variété de clous à souliers, à tête octogonale, placées sous la semelle, ce qui était censé rendre les souliers inusables ; les mallettes auraient été inventées par un maitre-ouvrier locminois[21].), mentionnée dans la chanson "Les gars de Locminé" dont la strophe la plus célèbre dit : « Sont sont sont les gars de Locminé, qui ont de la maillette sans dessus dessous ». Cette dernière qui fait partie du folklore classique des chansons françaises, est systématiquement reprise en chœur à l'occasion des rencontres dans la région : baptêmes, mariages, festou noz ou pardons.

### Sportif

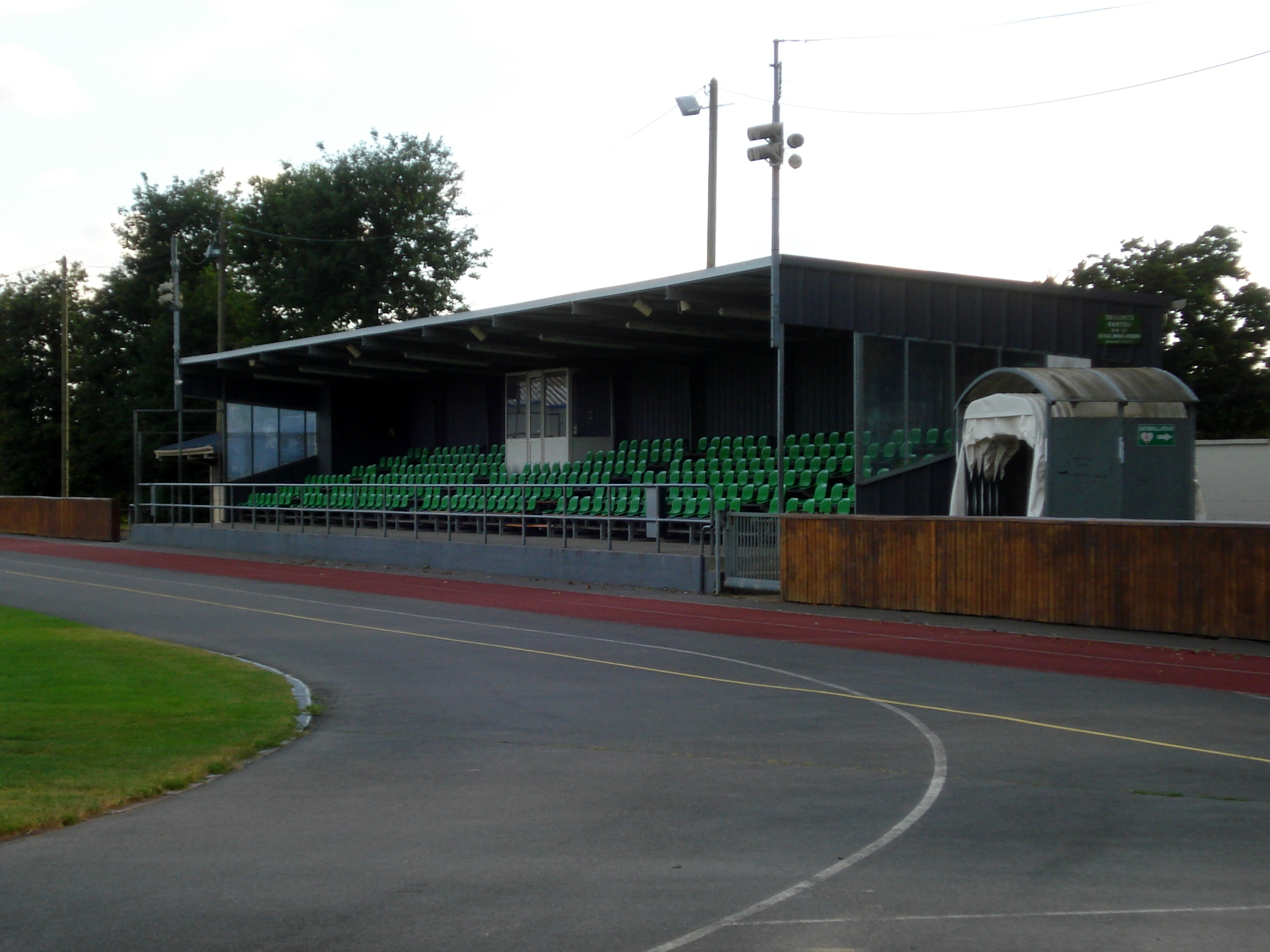
Le stade municipal du Pigeon Blanc : la tribune.

La ville de Locminé possède un large choix dans le domaine sportif, notamment avec deux clubs de football, la Saint-Colomban Sportive Locminé et la Locminoise, un club de handball, en association avec la ville de Baud, un club de tennis, un club d'athlétisme en association avec la ville de Pontivy, l'ACRLP, ainsi que plusieurs clubs de sports de combat, comme le judo, ou encore la boxe thaïlandaise. Depuis le 15 septembre 2012, la commune abrite également un centre aquatique, Aqua'lud, remplaçant l'ancienne piscine municipale.
En juin 2013, la ville accueille la 3e manche de la coupe de France de VTT x-country.

### Patrimoine civil

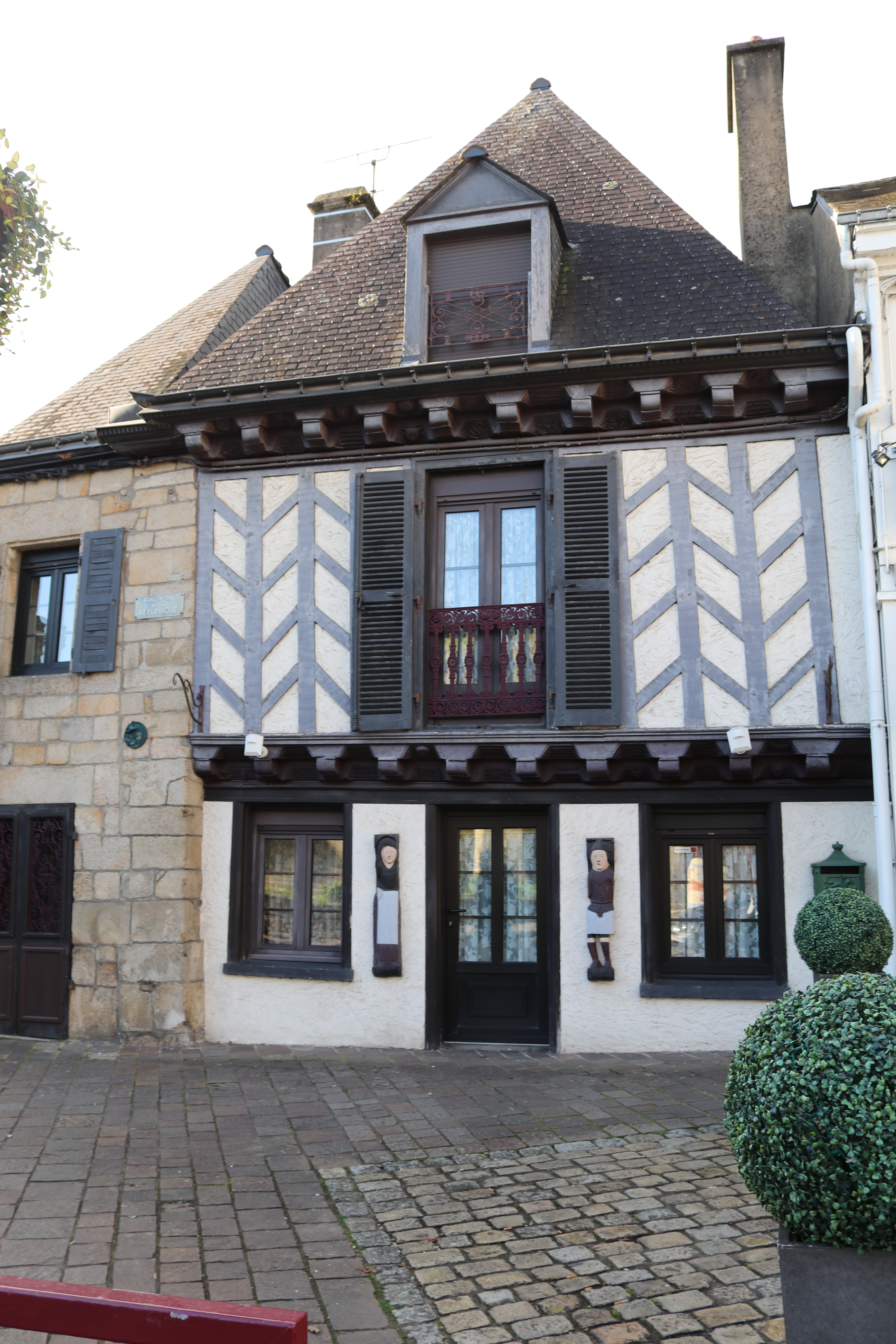
Maison à colombages à Locminé.

- Maison à colombages.

- Le lavoir de Pont Mab Olivier.

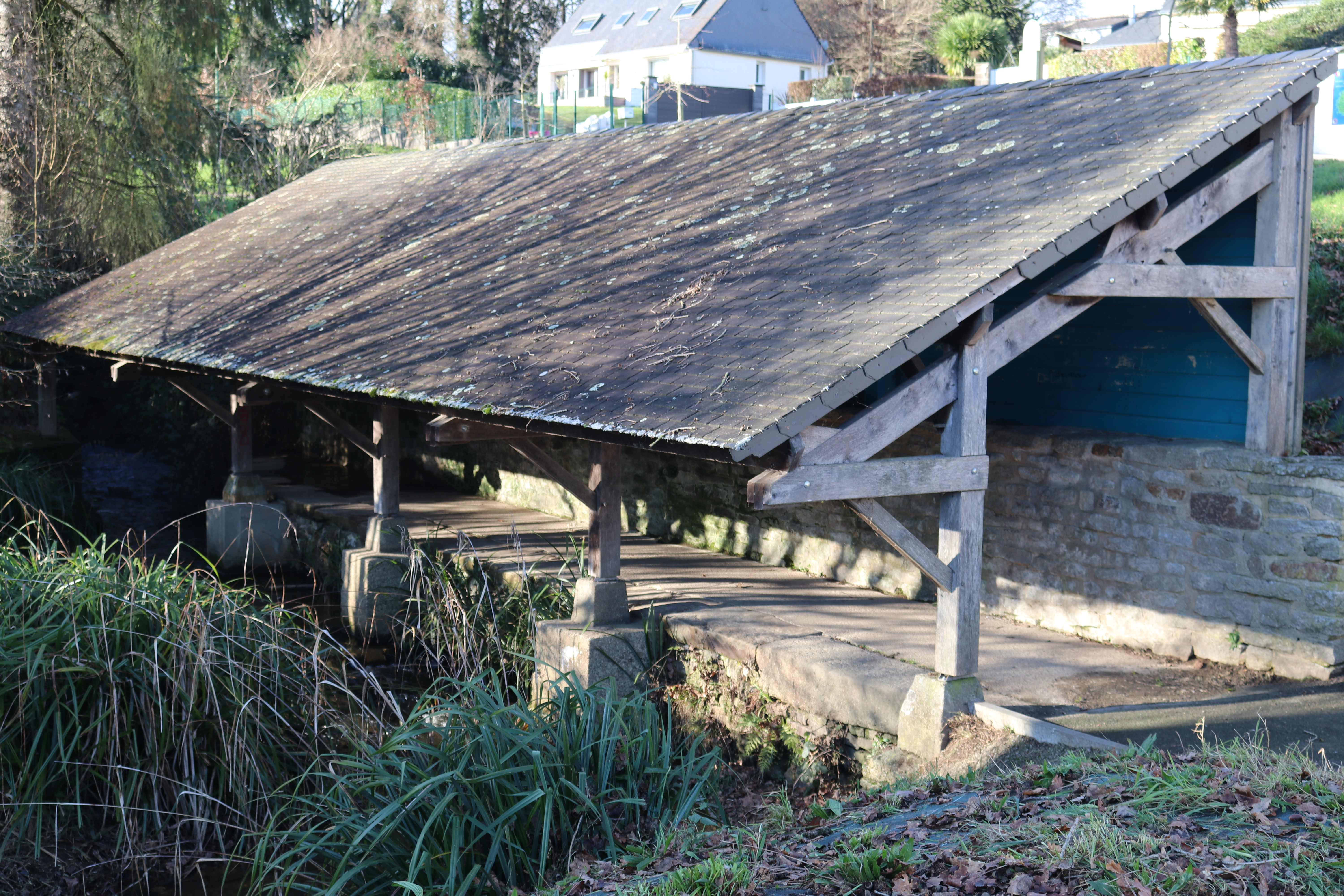
Lavoir de Pont Mab Olivier.
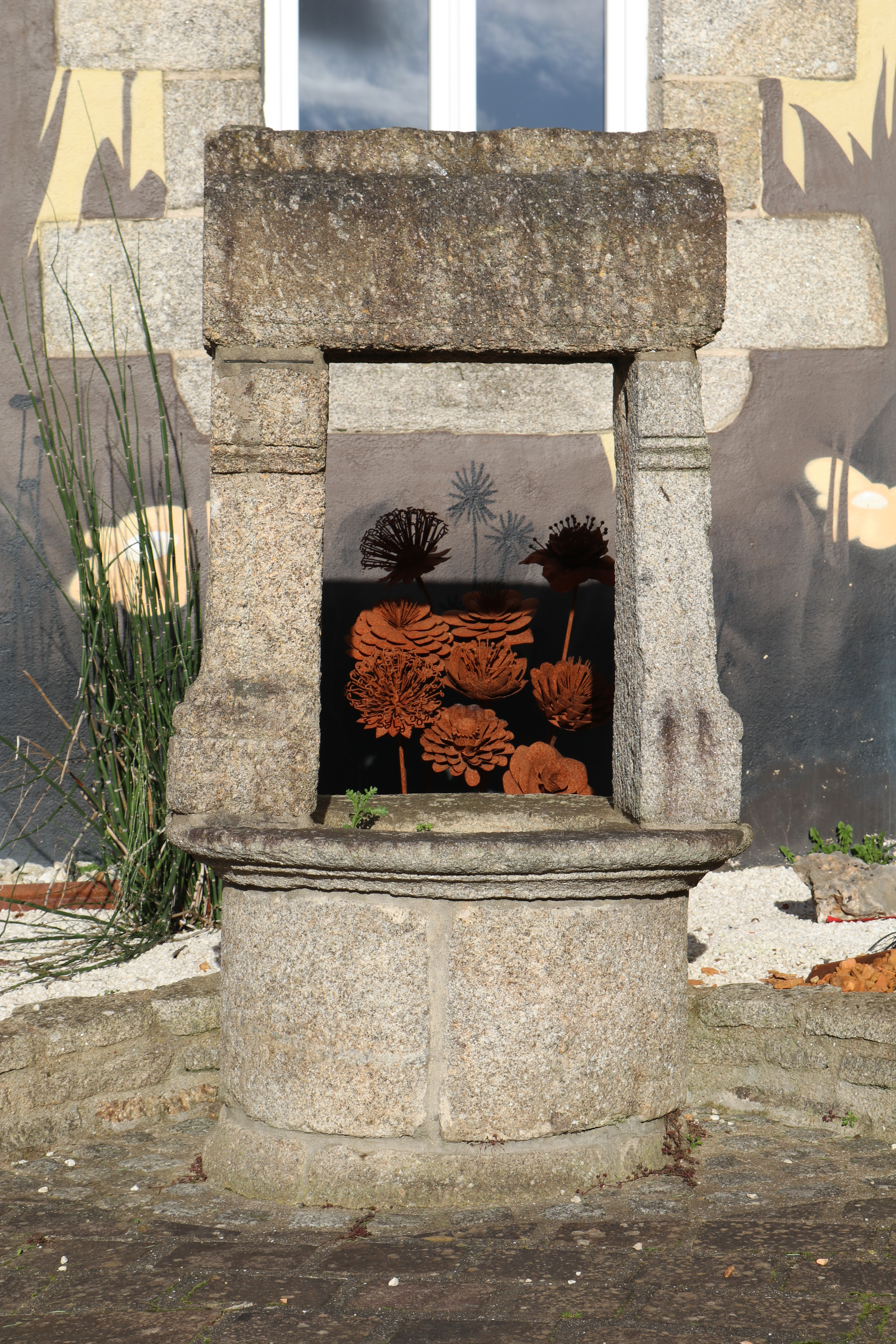
Ancien puits devant la mairie.

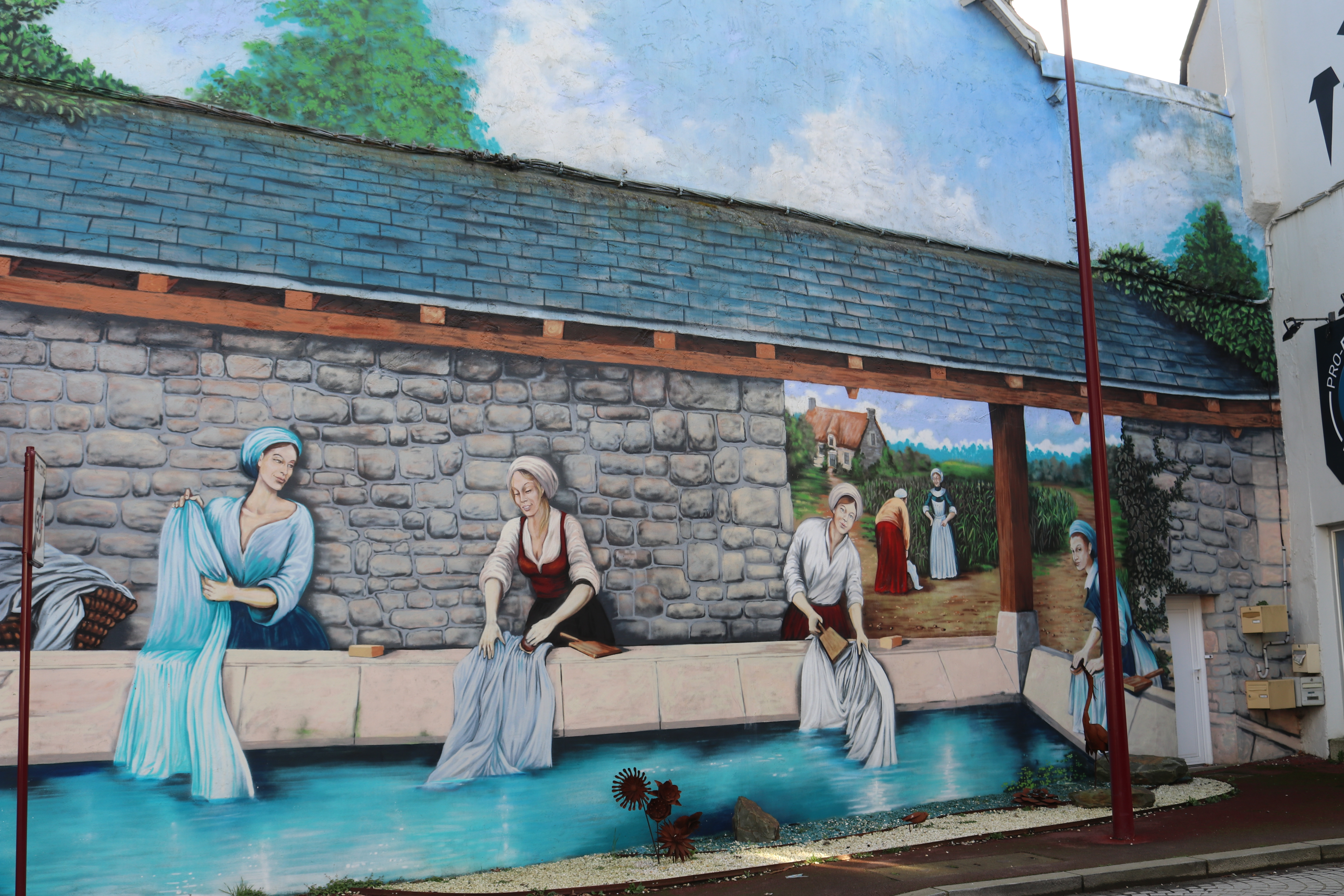
La fresque des lavandières.

- La fresque des lavandières.

### Patrimoine religieux

#### Église paroissiale

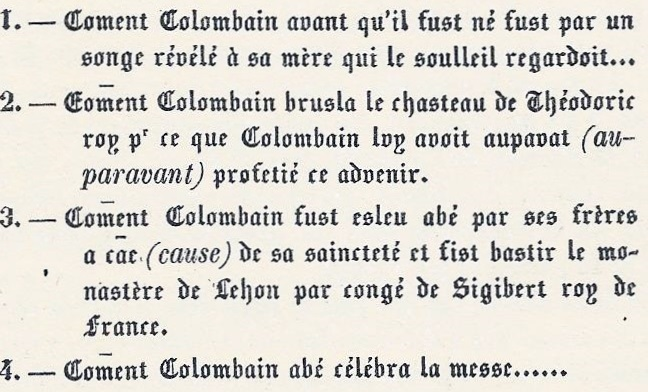
Ancienne chapelle Saint-Colomban de Locminé : transcription des légendes en écriture gothique du grand vitrail qui retrace quatre épisodes de la vie de saint Colomban (page 375 du livre). Ce vitrail a été replacé dans l'actuelle Église Saint-Sauveur ou Saint-Colomban de Locminé.

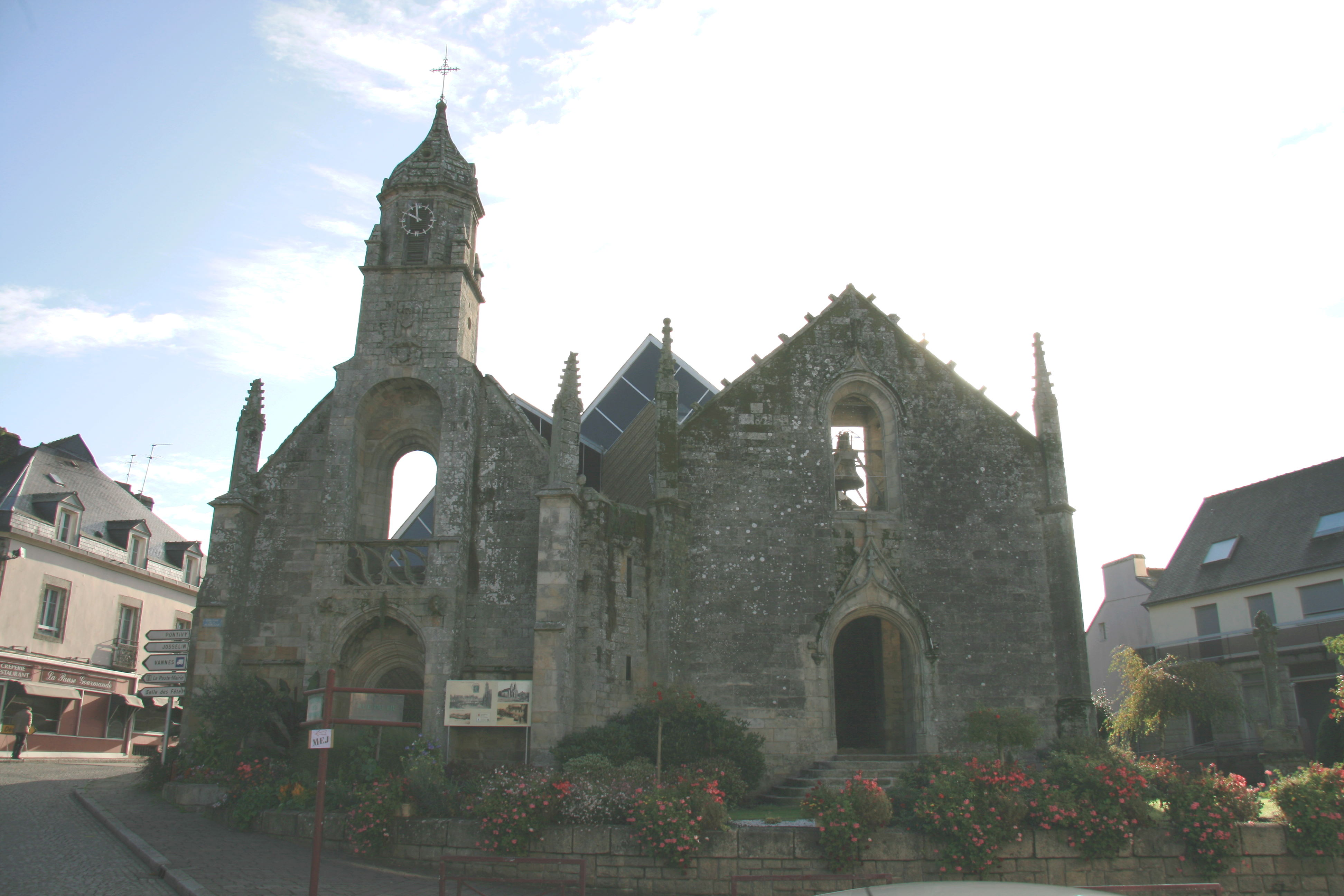
Église Saint-Sauveur ou Saint-Colomban.

L'Église Saint-Sauveur ou Saint-Colomban de Locminé : l’église paroissiale réalise un compromis entre les façades anciennes en granit et l'église moderne en béton, de charpente et d'ardoise.
Les façades sont celle de l’ancienne chapelle Saint-Colomban (qui fut un lieu de pèlerinage car saint Colomban avait la réputation de guérir les maladies des nerfs et du cerveau, « les imbéciles et les fous furieux » disait-on), de la fin du XVe siècle, à gauche et celle de l’ancienne église Saint-Sauveur (laquelle datait du XIe siècle, mais avait été maintes fois remaniée depuis), à droite ; le conseil municipal avait décidé, en 1972, de démolir l’église devenue vétuste, en ne maintenant que les deux portails de la façade Ouest. Il existait, dans l’ancienne église, un vitrail de saint Colomban intégré dans la nouvelle construction : les panneaux de ce vitrail ont été remontés dans une bande verticale derrière l’autel ; ce vitrail représente quatre scènes de la vie de saint Colomban, chacune avec sa légende en caractères gothiques. Les façades occidentales sont inscrites au titre des monuments historiques par arrêtés du 24 avril 1925 et un calvaire en granit dit « Croix du Clandy » et du 6 juin 1933.

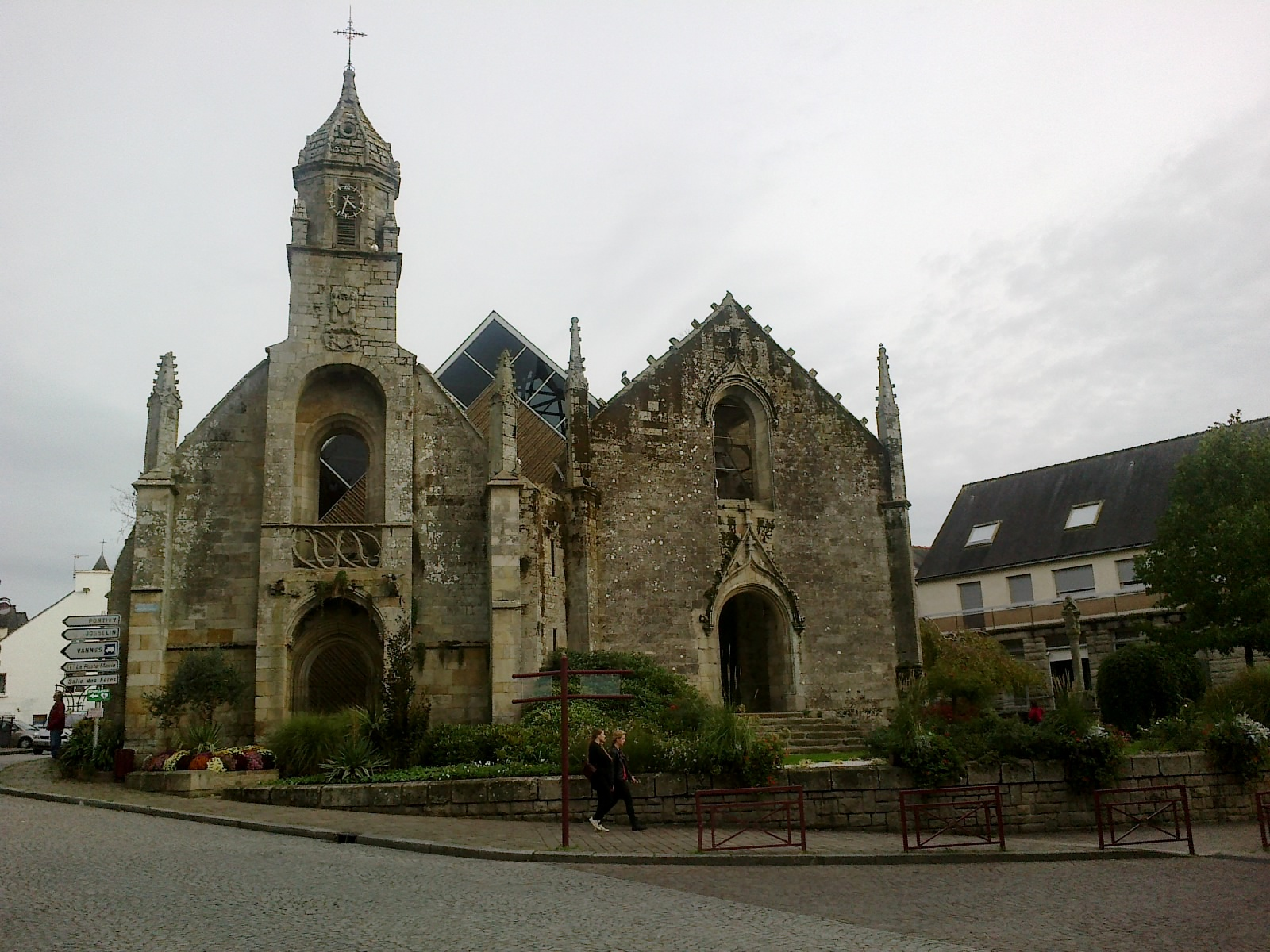
Les façades jumelées de l'ancienne église Saint-Sauveur (à droite) et de l'ancienne chapelle Saint-Colomban (à gauche).
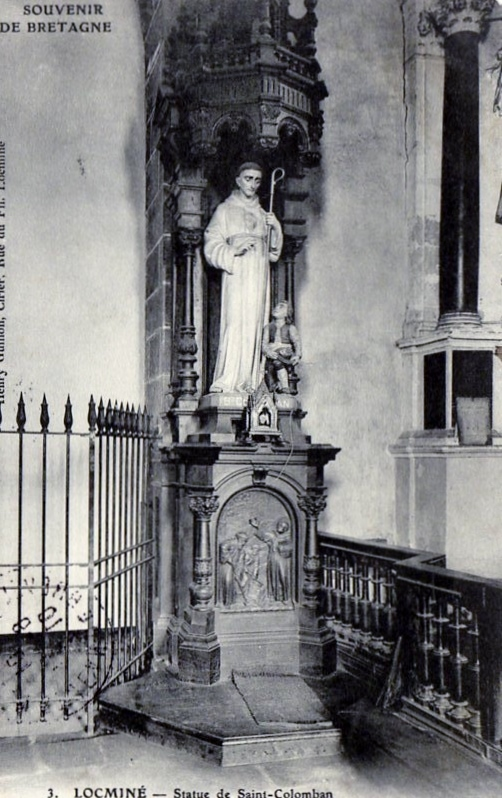
Statue de saint Colomban dans l'église Saint-Sauveur de Locminé (carte postale Henry Guillon, vers 1930).
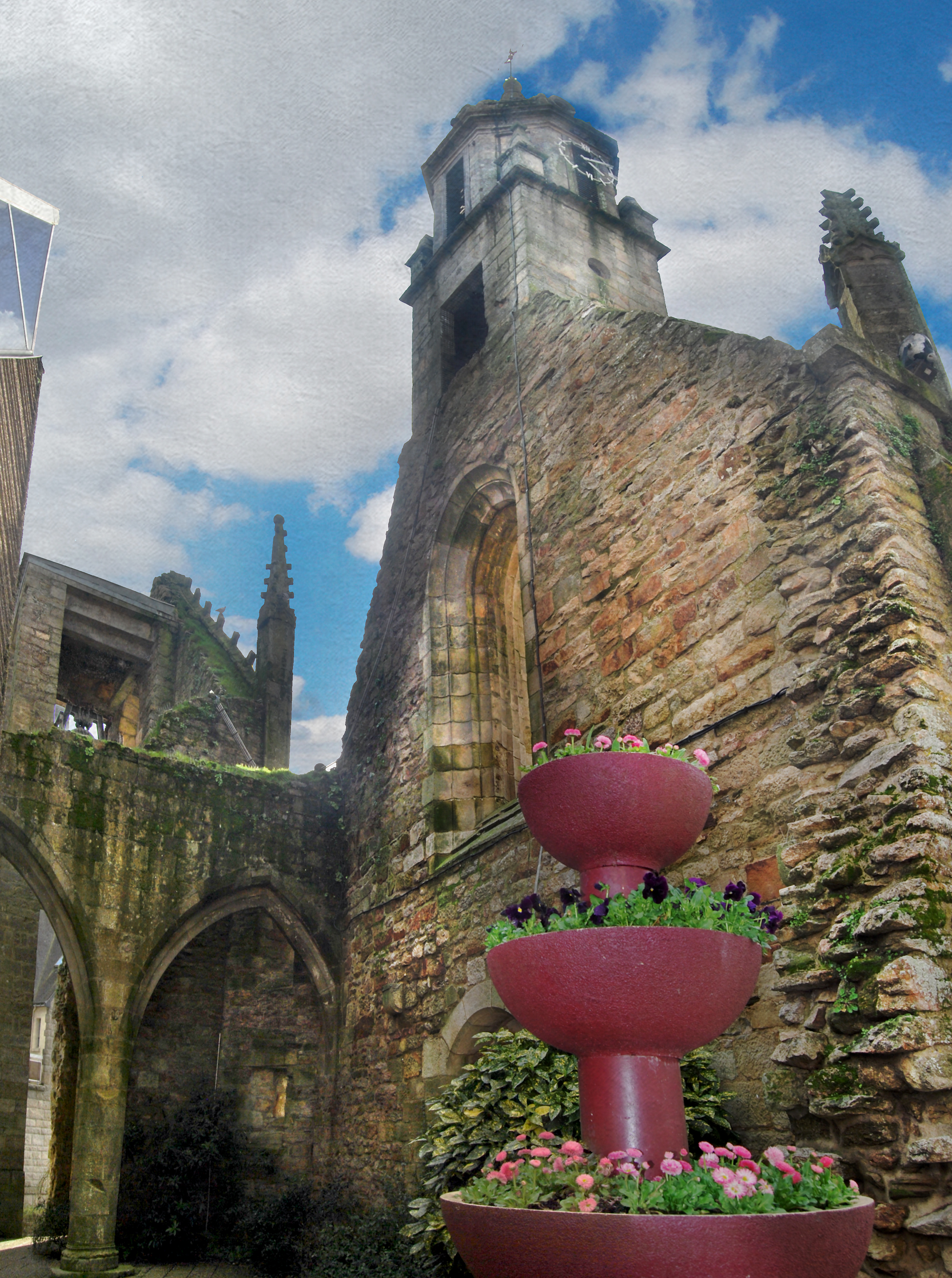
Façade et clocheton de l'ancienne église Saint-Sauveur.
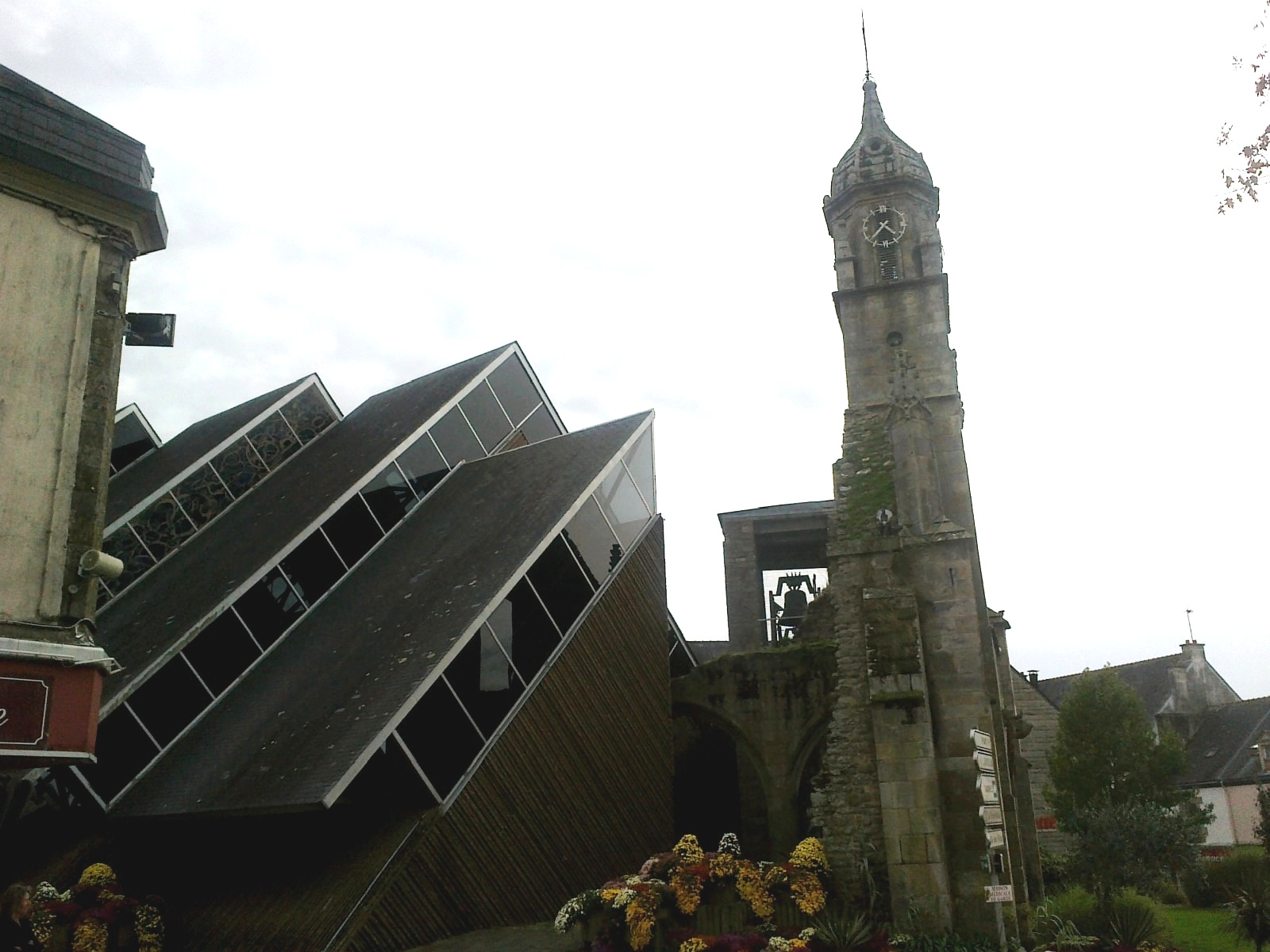
La nouvelle église de Locminé : vue extérieure partielle.
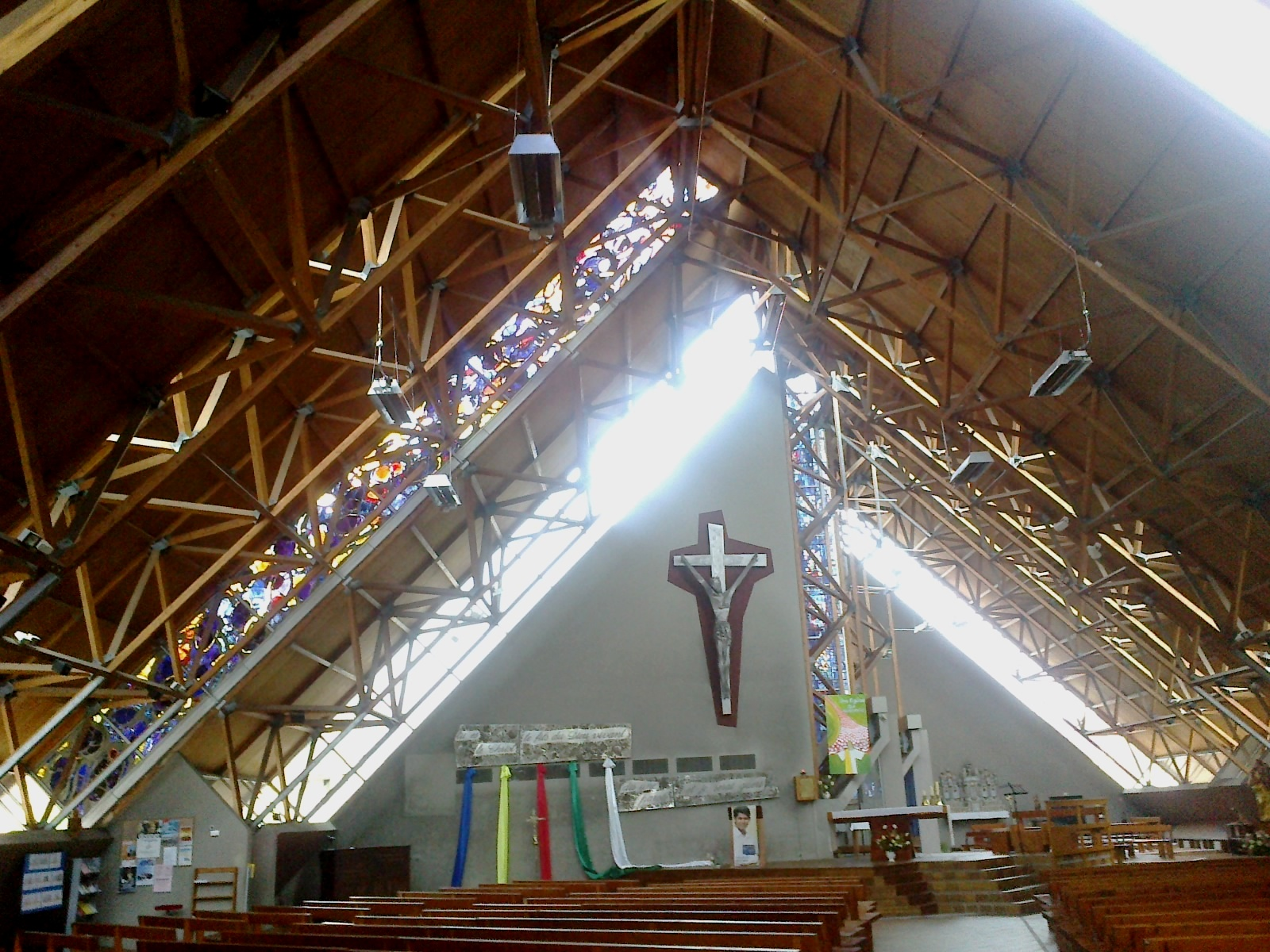
La nouvelle église de Locminé : vue intérieure, la nef.

L'église avec son clocher ont figuré sur une flamme postale d'oblitération de la localité dans les années 1990.

#### Chapelles
- La chapelle Notre-Dame du Plasker ou chapelle de la Congrégation : située en plein centre-ville, un lieu de prières aurait existé à son emplacement dès le XIe siècle. La chapelle actuelle date du XVIe siècle. Elle est inscrite à l'inventaire supplémentaire des Monuments historiques depuis le 16 octobre 1930 mais, auparavant elle a connu une existence agitée. Pendant la Révolution, la chapelle est transformée en dépôt de matériel et sert pendant quelque temps de temple décadaire. En 1804, la municipalité fait abattre la partie supérieure du clocher et la remplace par le « réchaud » actuel. Au début du XXe siècle l'édifice échappe à la démolition. C'est désormais un lieu culturel (concerts, expositions, séminaires y sont organisés).

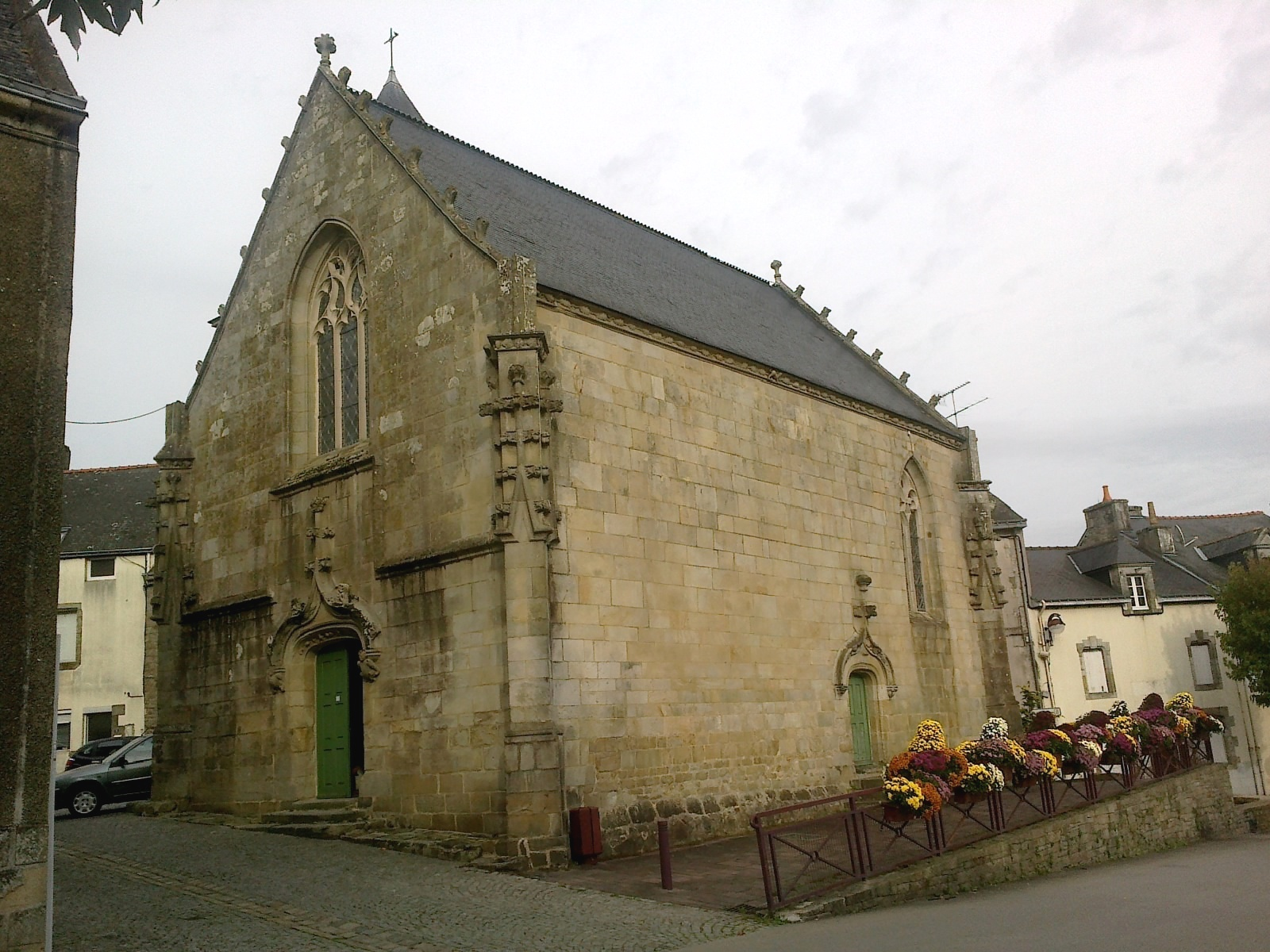
Chapelle de la Congrégation de Locminé : vue extérieure d'ensemble.
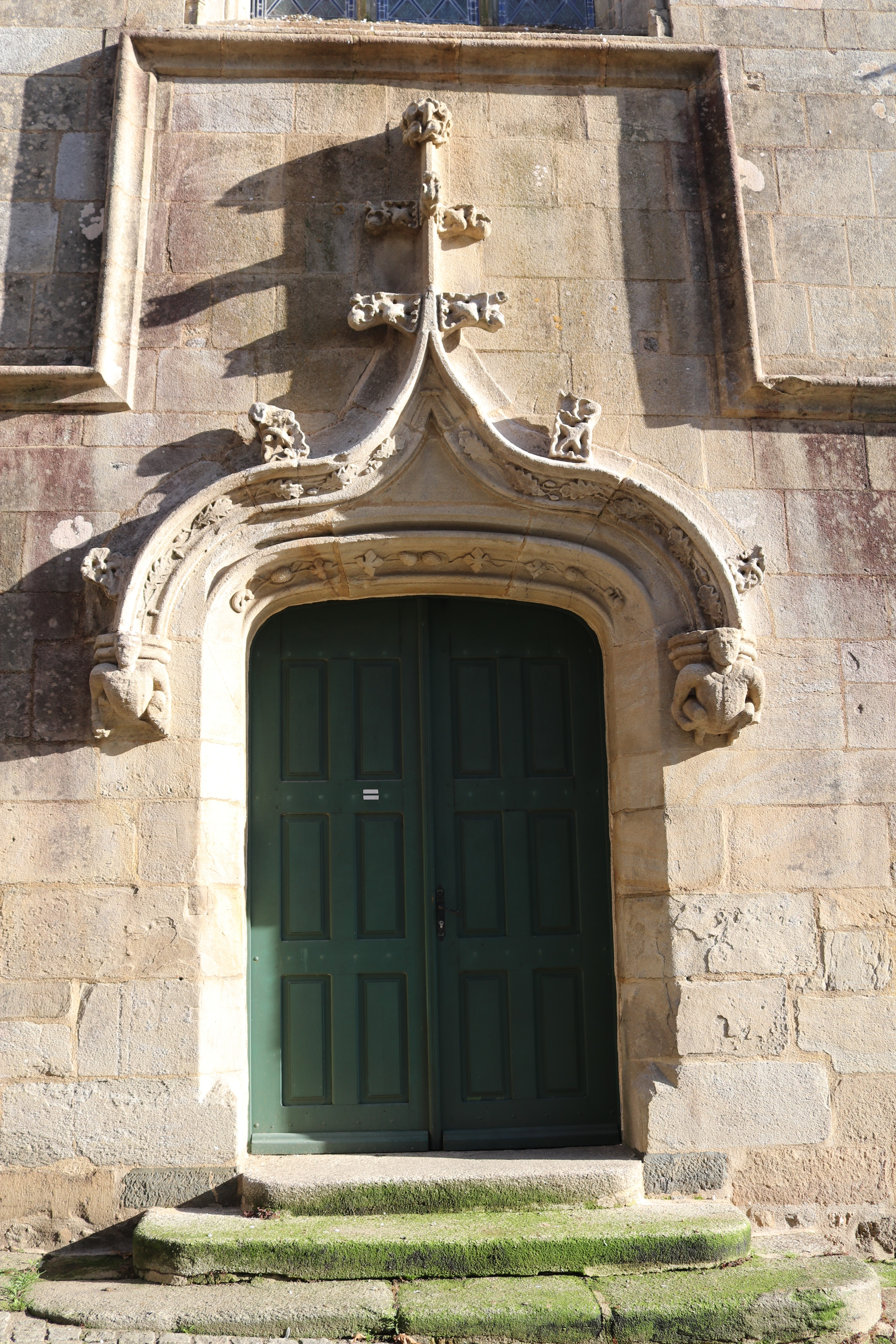
Porte sur la façade principale de la chapelle de la Congrégation de Locminé.
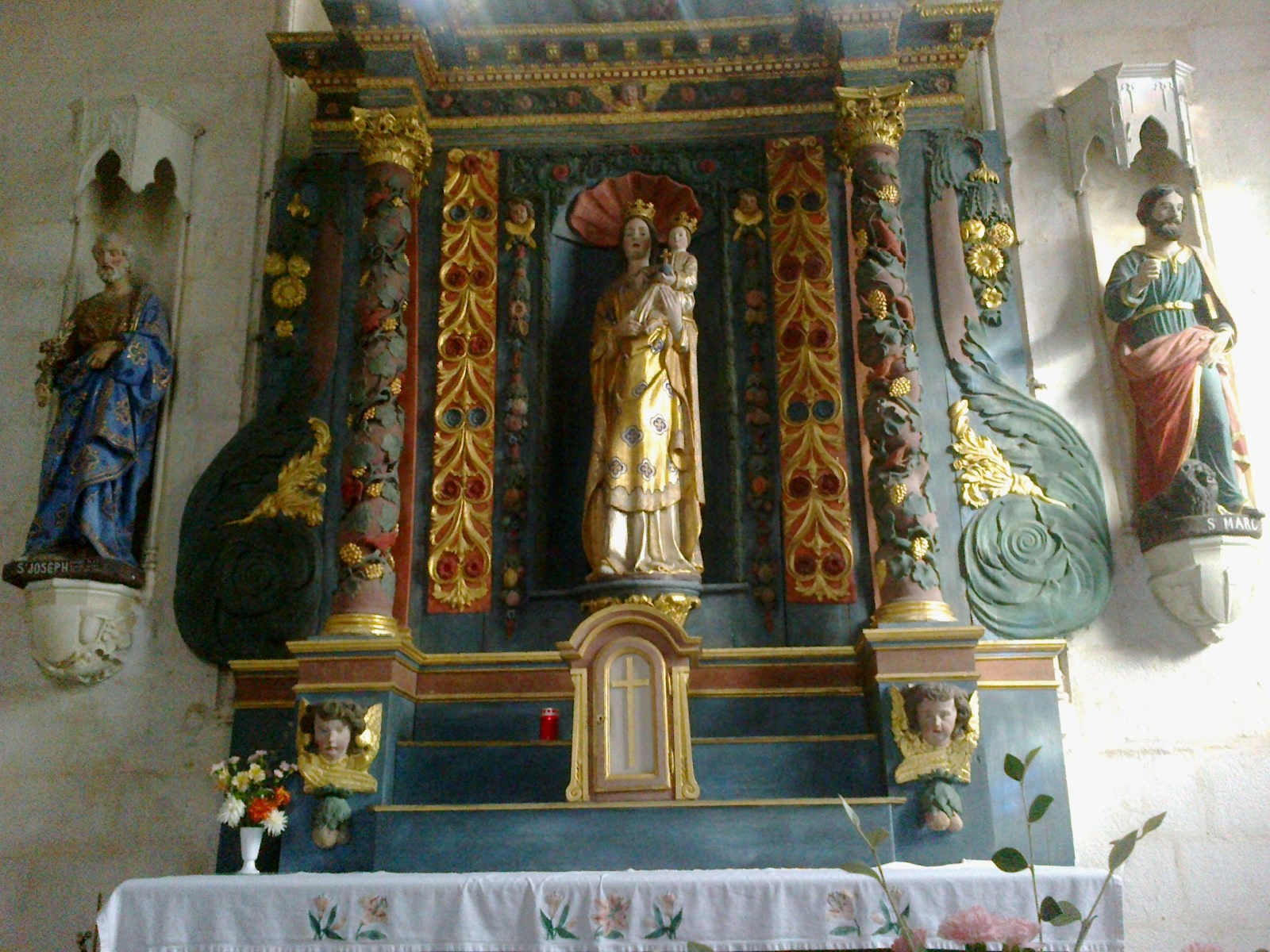
Chapelle de la Congrégation de Locminé : le retable.

- La chapelle Saint-Erlan : à la sortie de Locminé, en haut de la côte qui mène à Bignan, s'élevait auparavant une chapelle. En 1514, l'endroit était dénommé « lieu de Saint-Regnan ». Par la suite le nom évolue en Saint-Renan, puis Saint-René. En 1706, le sanctuaire était encore debout. Il a disparu à une date indéterminée.
- La chapelle de la Trinité : située au bourg cette chapelle s'appelait auparavant chapelle Sainte-Brigide, car dédiée à la grande sainte irlandaise contemporaine et conseillère de saint Gildas. Ce premier édifice aurait été bâti vers le XIIe siècle. On en trouvait encore mention vers 1500. Le sanctuaire est reconstruit au début du XVIIIe siècle. Pendant la Révolution, la chapelle est fermée et sert de magasin de fourrage ou à l'hébergement des troupes de passage. Réaffectée au culte catholique un peu plus tard, puis transformée en classe d'école en mai 1803, la chapelle est alors consolidée puis réparée. Puis elle est restituée à la fabrique paroissiale en 1806 et utilisée deux à trois fois par an seulement pour le culte. En 1888, quelques Locminois souhaitent voir désaffecter la chapelle pour la transformer en marché couvert pour la vente des grains. Cette option n'est pas retenue. Ce n'est que 20 ans plus tard que le problème de l'existence de la chapelle ressurgit car depuis la séparation des Églises et de l'État, la chapelle appartient à la commune. Mais la chapelle est dans un état lamentable et le 21 novembre 1916, après l'écroulement d'un mur, le conseil municipal décide sa démolition.
- La chapelle de La Vraie-Croix : cette chapelle fut édifiée en 1609 par Jacques Rio, recteur de Locminé, pour abriter une relique authentique de la croix du Calvaire et pour desservir la frairie du Tréhoret. Elle était située sur la route d'Auray, à la sortie de la ville de Locminé. Une fontaine était placée auprès de l'édifice. Sauvegardée après la disparition de la chapelle, elle a été transplantée sur la place Anne-de-Bretagne, à un emplacement maintenant dénommé square Placide-Kerrand. Fermée lors de la Révolution française, la chapelle fut rouverte le 10 septembre 1802 et reçut une cloche neuve le 8 septembre 1808. Par la suite, un pardon y fut organisé régulièrement chaque année. Il sera supprimé en 1911, n'étant plus très fréquenté. La municipalité décide en 1935 de désaffecter la chapelle. Sa démolition est intervenue en 1937.

### Calvaires
On trouve huit calvaires sur la commune de Locminé :
- le calvaire de granit, proche de l'église Saint-Sauveur, a été transféré là après la reconstruction du sanctuaire. Il s'élevait auparavant au Clandy. Cette croix est inscrite à l'Inventaire supplémentaire des Monuments historiques depuis le 6 juin 1933 ;
- au cimetière, on peut voir deux grandes croix de granit, sans christ ;
- une croix de granit face au café « Au pont du chat », sur la route de Sainte-Anne-d'Auray ;
- un calvaire sur la route de Bignan, dans le jardin privé du 14 ter rue Pierre-Guillemot ;
- les deux calvaires dits « du Petit Prêtre », sur la route de Baud. Ils rappellent l'assassinat d'un jeune prêtre nommé Jean-Marie Le Dastumer, assassiné à proximité ;
- le calvaire de la Vraie-Croix, sur la route d'Auray, a été érigé sur l'emplacement de la chapelle du lieu, peu après sa démolition, pour en perpétuer le souvenir.

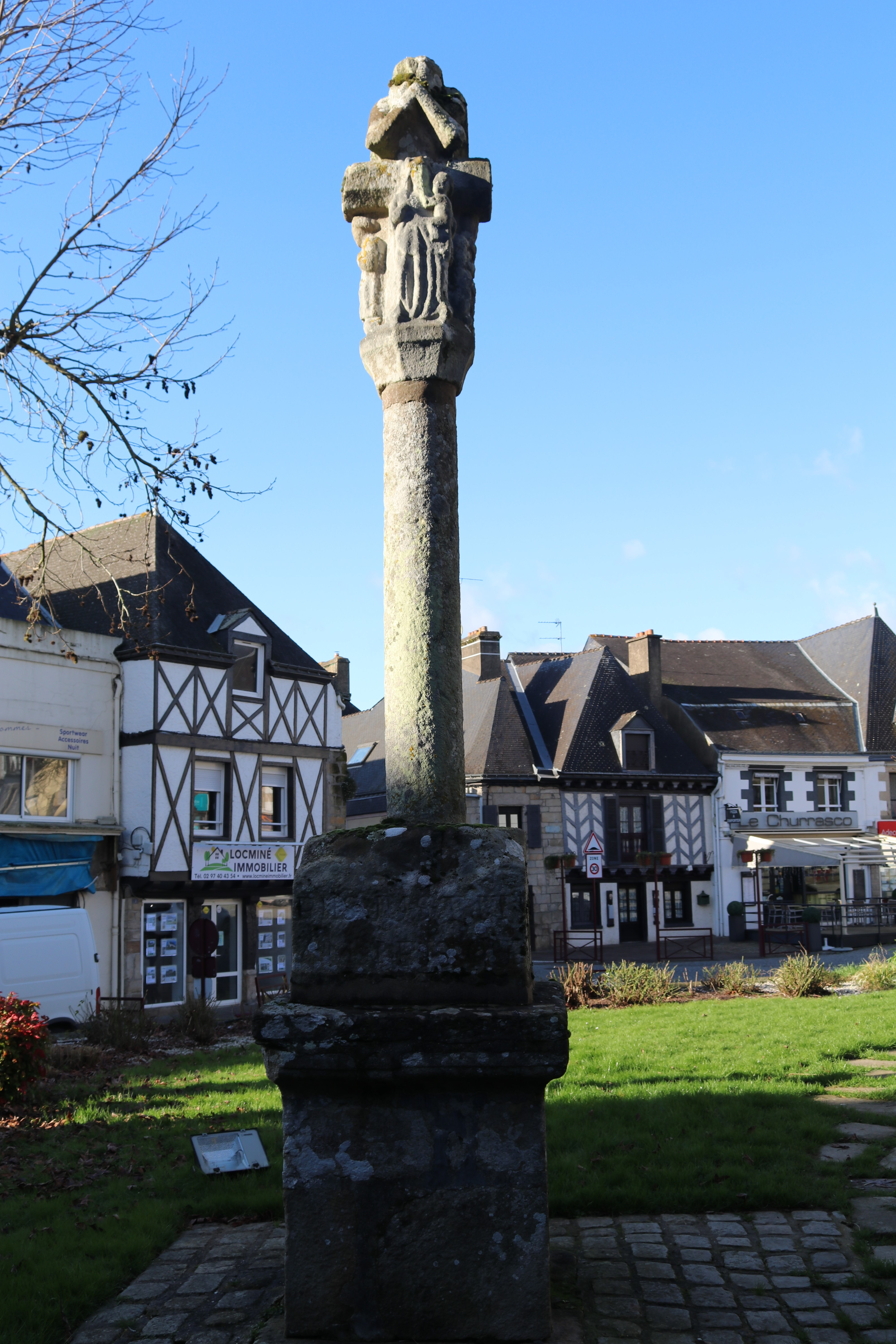
La croix du Clandy : vue d'ensemble.
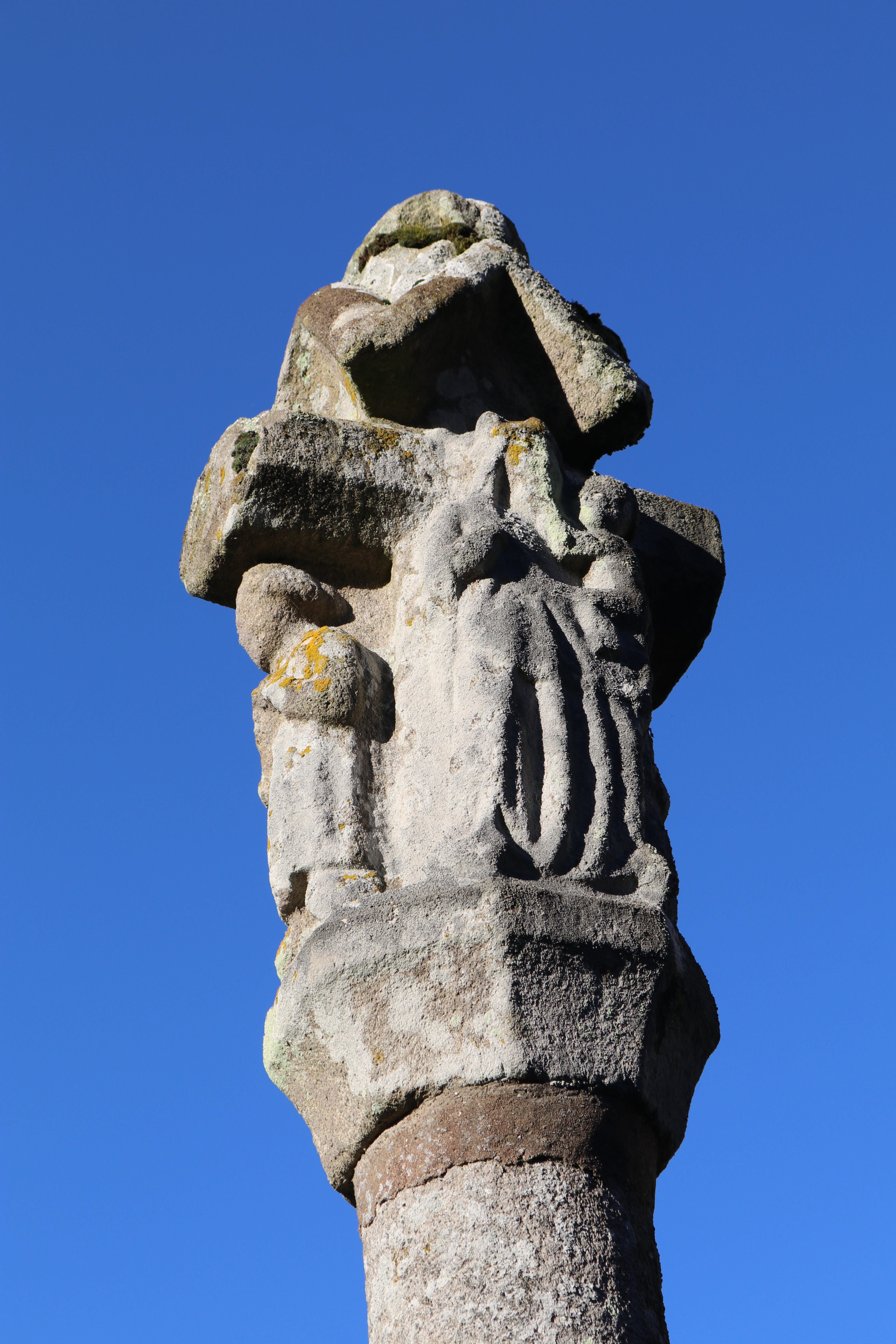
La croix du Clandy : partie sommitale (Vierge à l'Enfant).

### Fontaine
- La fontaine Saint-Colomban est une fontaine de dévotion située place Joseph-Richard.

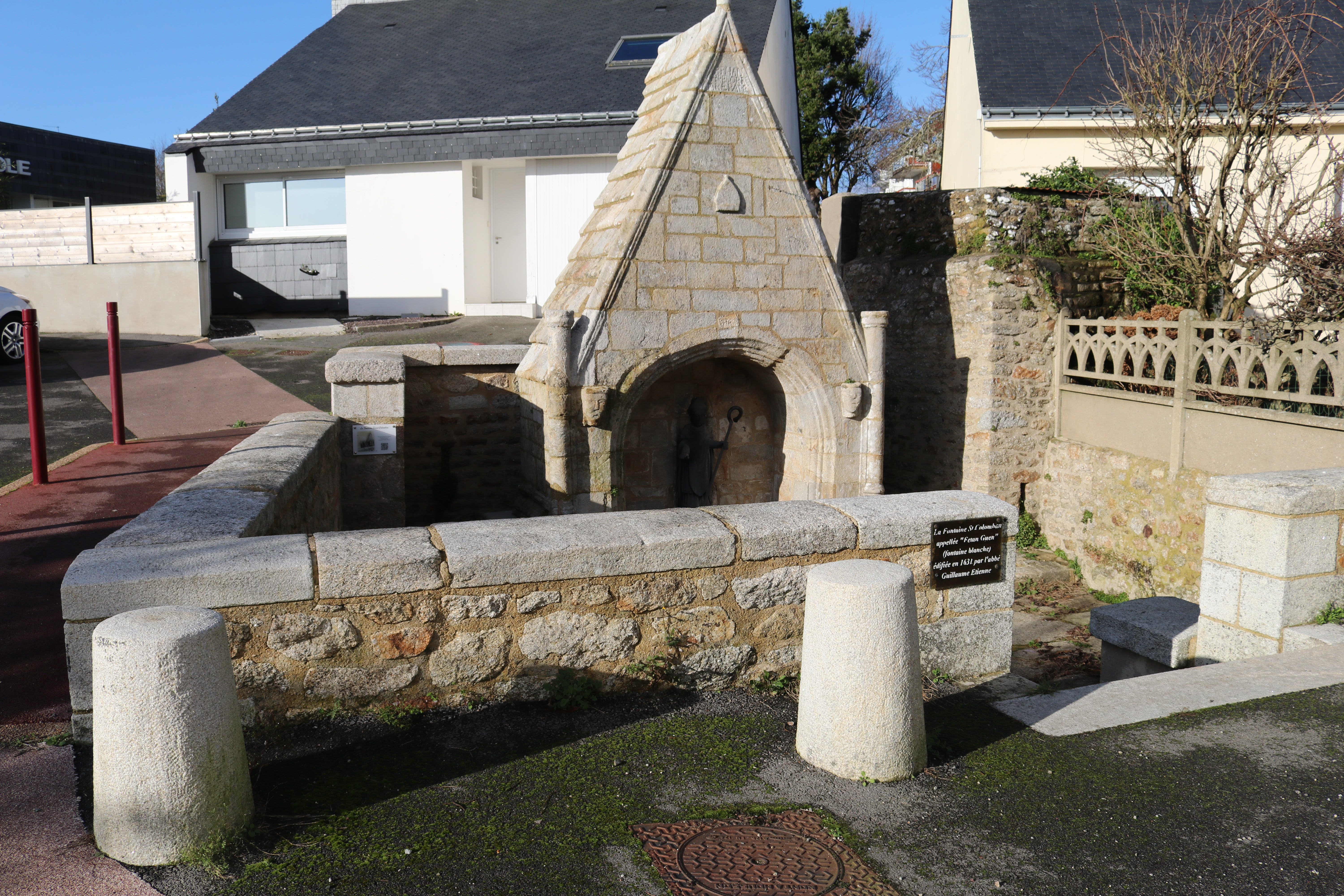
La fontaine Saint-Colomban : vue d'ensemble.
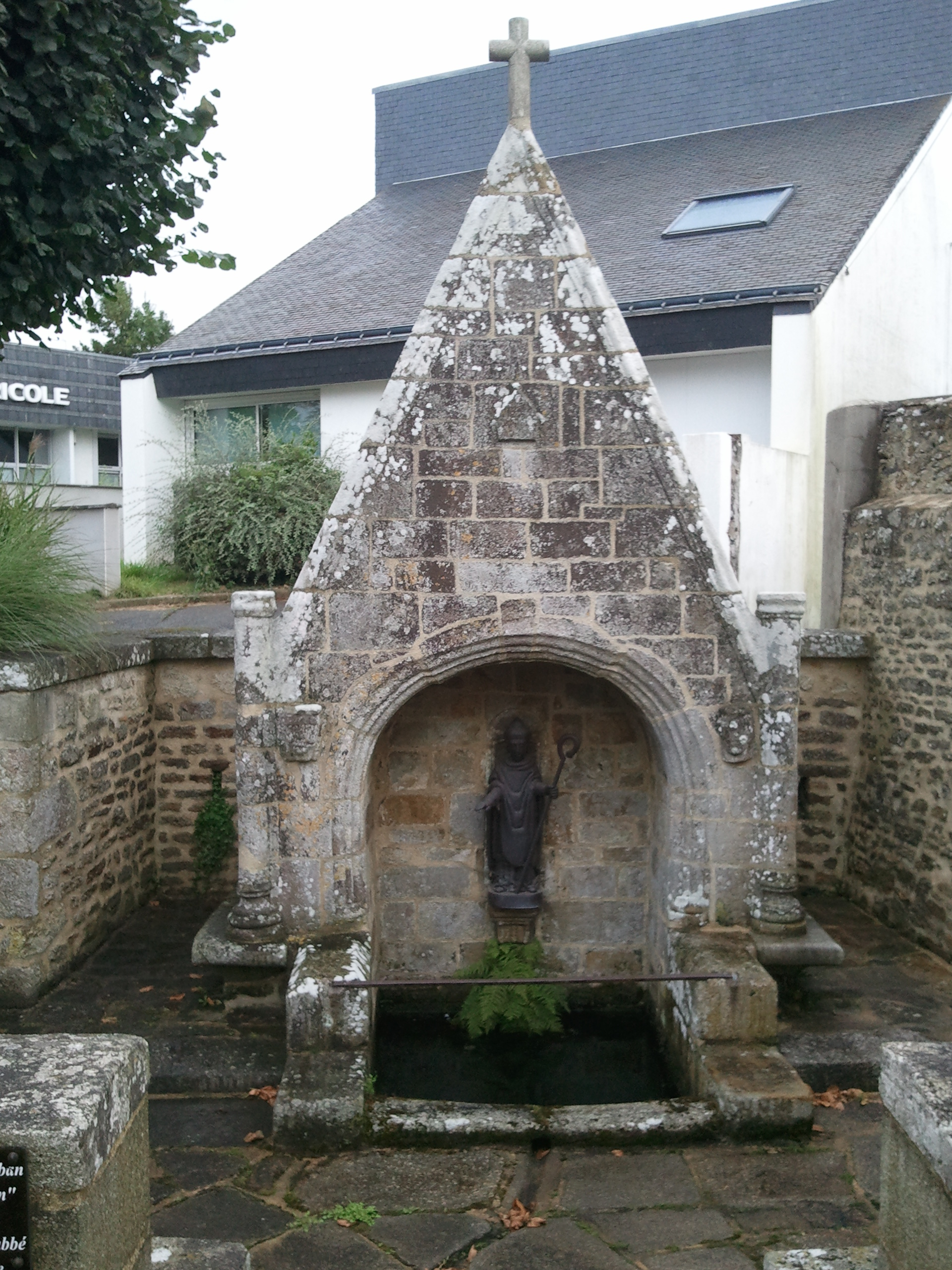
La fontaine Saint-Colomban : vue rapprochée.
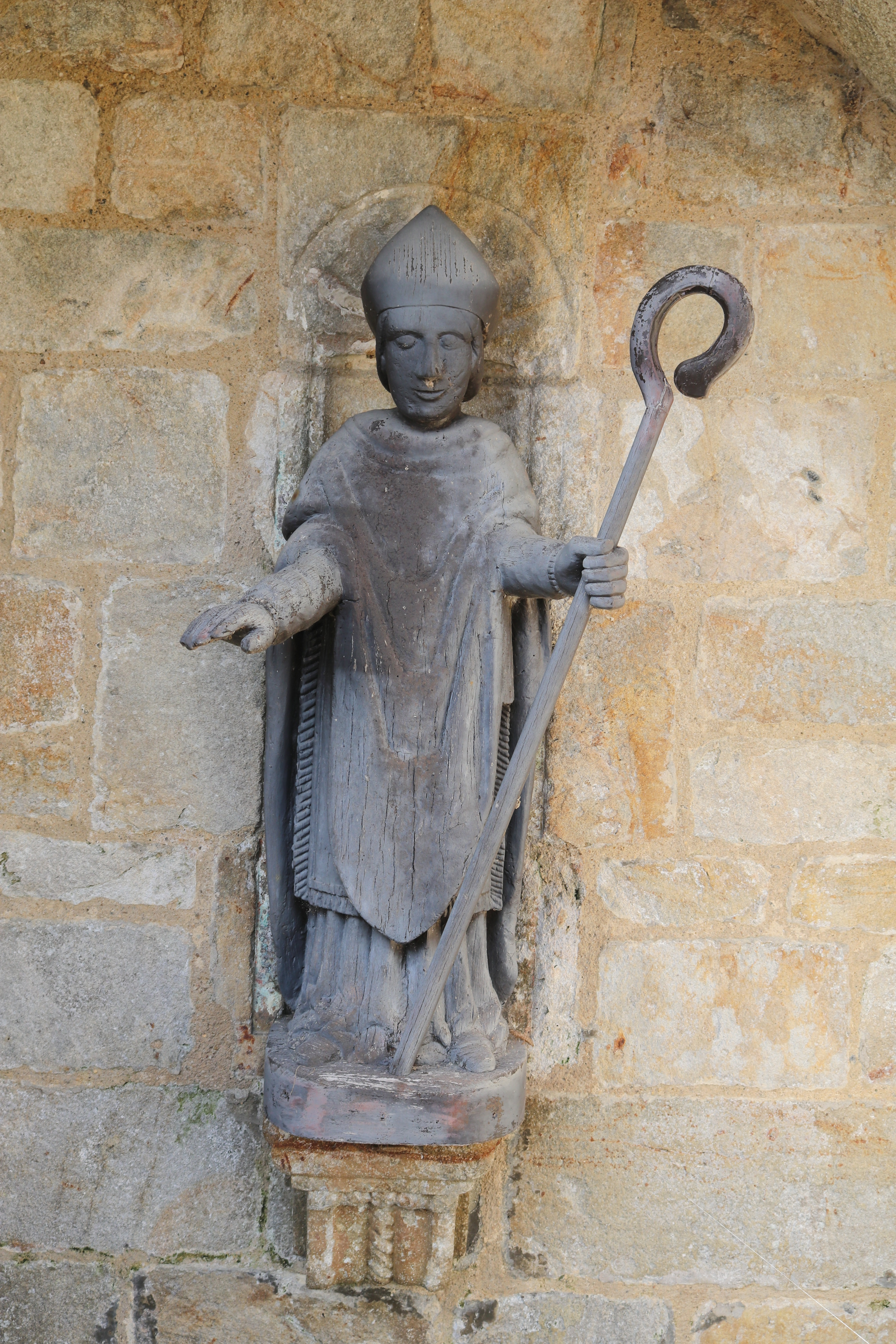
La fontaine Saint-Colomban : statue de saint Colomban placée dans la niche de la fontaine.

## Personnalités liées à la commune
- Jean de Locminé a assuré l'intérim de l'évêché de Vannes entre 1359 et novembre 1361.
- Joseph-François Le Malliaud de Kerharnos (1753-1830), né à Locminé, avocat, homme politique, député à la Convention nationale.
- Jean-Charles Gicquel, athlète spécialisé en saut en hauteur, ancien recordman de France et vice-champion d'Europe en salle.
- Stéphane Le Mignan, ancien entraîneur du Vannes Olympique Club et ancien joueur de la Saint Colomban de Locminé.
- Auguste Le Goff (1902-1949), ancien sénateur du Morbihan né à Locminé.
- David Robo, né à Locminé en 1970, maire de Vannes.
- Hervé Laudrin (1902-1977), ecclésiastique et homme politique, né à Locminé.
- Annick Pizigot (1924-1945), résistante française née et enterrée à Locminé. Une rue et l'école de la ville portent son nom.